# Группа советских военных специалистов в Сирии
Группа советских военных специалистов в Вооружённых силах Сирии (араб. مجموعة الخبراء العسكريين السوفييت في القوات المسلحة العربية السورية‎) — сводное воинское формирование Вооружённых Сил СССР, первоначально направленное в Сирию в 1956 году по приглашению правительства страны и президента Сирии Шукри aль-Куатли и оказывавшее помощь независимой Сирийской Республике, затем Объединённой Арабской Республике, а с 1961 года — суверенной Сирийской Арабской Республике в строительстве национальных вооружённых сил и защите сирийского государства от внешних угроз. В 1973 и 1983 годах по настоятельным просьбам президента Хафеза аль-Асада численность советского контингента увеличивалась за счёт регулярных частей Советской армии с целью оказания прямой военной помощи уже сформированным Вооружённым силам Сирии (ВС САР). В западной историографии направление советских военных контингентов на Ближний Восток и, в частности, в Сирию рассматривается как эпизод борьбы за влияние в стратегически важном регионе между СССР и США, обусловленный противостоянием в холодной войне.
Со времён правления Ш. Куатли в Сирии находился традиционно сильный и укомплектованный аппарат советских военных советников и специалистов. Его структура и методы работы во многом совпадали с аналогичными группами советских военных специалистов (СВС) в других арабских странах. Советские военные советники и специалисты присутствовали во всех управленческих звеньях Вооружённых сил Сирии. В течение нескольких десятилетий в Сирии постоянно находились советские военнослужащие, которые были неизменными активными участниками почти всех региональных кризисов, конфликтов и войн.

## Основные направления деятельности советских военных специалистов
Во всех пяти арабо-израильских войнах в той или иной форме присутствовал советский военный компонент. Он заключался в:
- применении противоборствующими сторонами (Египтом, Сирией, палестинцами и частично Израилем) оружия и военной техники советского производства, полученных до начала боевых действий как непосредственно из СССР, так и транзитом через социалистические страны;
- осуществлении прямых военных поставок в ходе боевых действий;
- демонстрации военной силы вблизи очагов вооружённых конфликтов;
- командировании военных советников и специалистов в страны, где была велика вероятность иностранного военного вторжения;
- использовании в боевых действиях личного состава Вооружённых Сил СССР[8].

Как отмечает директор Группы исследования Ближнего Востока (MEAG) М. А. Хамид, Сирия находилась в исключительной зависимости от поставок советской военной техники и помощи военных специалистов. На всех направлениях советско-сирийского военно-технического сотрудничества были задействованы военнослужащие и гражданские служащие Вооружённых сил СССР и сотрудники некоторых других смежных организаций в подчинении Военно-промышленной комиссии ВСНХ СССР, а также Государственного комитета по экономическим связям СССР (ГКЭС).
Генерал Г. П. Яшкин, прибывший в Сирию в 1980 г. в качестве Главного военного советника, пишет, что перед ним и его подчинёнными стояли следующие задачи в части подготовки Военно-воздушных сил и Войск противовоздушной обороны САР, которые были сведены в единый вид вооружённых сил):
- развернуть смешанные зенитно-ракетные бригады и две дивизии ПВО, две смешанные авиационные дивизии, укомплектовать эти соединения техникой, вооружением, средствами управления;
- построить совмещённые командные пункты дивизий ПВО и ВВС;
- по мере поступления из СССР развернуть автоматизированные средства управления;
- на базе имеющейся и поступающей техники создать материально-техническую базу, помочь сирийцам изучить и освоить её, чтобы уметь применить в боевой обстановке;
- с учётом конкретной обстановки разработать и предложить сирийской стороне новую, соответствующую советской, систему планирования и организации оперативной и боевой подготовки;
- разработать и внедрить новые способы и методику подготовки войск[12].

## Хронология советского военного присутствия в Сирии
Советские военные советники и специалисты — лётчики, моряки, зенитчики и представители других родов войск и специальностей — принимали непосредственное участие в боевых действиях на сирийско-израильском фронте: 5-13 июня 1967 г. (Шестидневная война), в марте-июле 1970 г. (Война на истощение), сентябре-ноябре 1972 г. (Война в воздухе), 6-24 октября 1973 г. (Война Судного дня), а также 1982 г. (Ливанская война) и 1983 г. (Оккупация и морская блокада Ливана силами НАТО). В межвоенное время советские специалисты в течение многих лет передавали сирийцам свои знания и боевой опыт, обучали сирийских солдат и офицеров владению боевой техникой и оружием, поставляемым из СССР.
С момента прибытия в Сирию первой группы советских военных специалистов их численность и состав советского военно-технического и военно-советнического контингента зависели от военно-политической обстановки в регионе. В первую очередь, их количество и состав всегда определялись боевыми возможностями наиболее вероятного противника — Армии обороны Израиля — и зависели от состава его группировки на сирийско-израильской границе — а также, в не меньшей степени, от присутствия оперативных соединений Вооружённых сил США, направлявшихся к сирийским и ливанским границам и включавшим в себя ту или иную конфигурацию четырёх основных компонентов: Военно-морского флота, Корпуса морской пехоты, Военно-воздушных сил и Сухопутных войск. В отдельные годы (1958, 1959, 1967, 1970, 1973) у сирийских границ находились все четыре указанных вида вооружённых сил, в готовности к полномасштабному вторжению и переносу военных действий с прибрежного района вглубь страны. Различные страны Организации Североатлантического договора (НАТО) (в первую очередь, Великобритания, Франция и Италия), Организации Центрального Договора (СЕНТО) (Турция и Ирак) и следующие проамериканским курсом члены Лиги арабских государств (ЛАГ) (такие как Иордания) также приводили свои войска в повышенную боевую готовность, что существенно усложняло для СССР военно-стратегическую диспозицию в ближневосточном регионе. Кроме того, другой противоборствующей стороне также активно помогали иностранные государства. Так, в Армии обороны Израиля работали многочисленные американские инструкторы и военные советники, израильские спецслужбы действовали в тесном контакте с органами политической и военной разведки США, но наибольшим источником напряжённости для советских военных специалистов в Сирии служила разведывательная и истребительно-штурмовая авиация ВВС США и палубная авиация ВМФ США в акватории Средиземного моря.
| Вооружённые конфликты на сирийско-израильском фронте Ближневосточного театра военных действий | Вооружённые конфликты на сирийско-израильском фронте Ближневосточного театра военных действий | Вооружённые конфликты на сирийско-израильском фронте Ближневосточного театра военных действий | Вооружённые конфликты на сирийско-израильском фронте Ближневосточного театра военных действий |
| Начало военных действий                                                                       | Прекращение огня                                                                              | Название конфликта в мировой историографии                                                    | СВС                                                                                           |
| --------------------------------------------------------------------------------------------- | --------------------------------------------------------------------------------------------- | --------------------------------------------------------------------------------------------- | --------------------------------------------------------------------------------------------- |
| 9 июля 1957                                                                                   | 3 декабря 1958                                                                                | Сирийско-израильский приграничный обмен артиллерийскими ударами                               |                                                                                               |
| 24 января 1960                                                                                | 12 февраля 1960                                                                               | Обстрел ВС САР кибуца Тель-Кацир                                                              |                                                                                               |
| 31 января 1960                                                                                | 12 февраля 1960                                                                               | Уничтожение деревни Тавафик бригадой «Голани»                                                 |                                                                                               |
| 1 февраля 1962                                                                                | 17 марта 1962                                                                                 | Обстрел ВС САР кибуца Кинерет и ответные рейды АОИ                                            |                                                                                               |
| 9 июня 1962                                                                                   | 9 июня 1962                                                                                   | Рейд АОИ на Эль Дугу                                                                          |                                                                                               |
| 4 июня 1964                                                                                   | 10 июня 1967                                                                                  | Сирийско-израильский пограничный конфликт                                                     |                                                                                               |
| 5 июня 1967                                                                                   | 10 июня 1967                                                                                  | Шестидневная война                                                                            | ☑                                                                                             |
| 24 февраля 1969                                                                               | 27 июня 1970                                                                                  | Война на истощение (1969—1970)                                                                | ☑                                                                                             |
| 1 марта 1972                                                                                  | 8 января 1973                                                                                 | Война в воздухе                                                                               |                                                                                               |
| 6 октября 1973                                                                                | 24 октября 1973                                                                               | Война Судного дня                                                                             | ☑                                                                                             |
| 24 октября 1973                                                                               | 6 июня 1974                                                                                   | Война на истощение (1973—1974)                                                                | ☑                                                                                             |
| 9 июня 1982                                                                                   | 9 июня 1982                                                                                   | Израильское вторжение в Сирию                                                                 | ☑                                                                                             |
| 9 июня 1982                                                                                   | 11 июня 1982                                                                                  | Первая ливанская война (сирийский фронт)                                                      | ☑                                                                                             |
| Примечание: Таблица не охватывает вооружённые конфликты после 1991 г.                         |                                                                                               |                                                                                               |                                                                                               |

| Переброска частей и соединений Вооружённых сил США к границам Сирии и Ливана с дальнейшим их задействованием, либо в целях демонстрации военной мощи | Переброска частей и соединений Вооружённых сил США к границам Сирии и Ливана с дальнейшим их задействованием, либо в целях демонстрации военной мощи | Переброска частей и соединений Вооружённых сил США к границам Сирии и Ливана с дальнейшим их задействованием, либо в целях демонстрации военной мощи | Переброска частей и соединений Вооружённых сил США к границам Сирии и Ливана с дальнейшим их задействованием, либо в целях демонстрации военной мощи | Переброска частей и соединений Вооружённых сил США к границам Сирии и Ливана с дальнейшим их задействованием, либо в целях демонстрации военной мощи | Переброска частей и соединений Вооружённых сил США к границам Сирии и Ливана с дальнейшим их задействованием, либо в целях демонстрации военной мощи | Переброска частей и соединений Вооружённых сил США к границам Сирии и Ливана с дальнейшим их задействованием, либо в целях демонстрации военной мощи | Переброска частей и соединений Вооружённых сил США к границам Сирии и Ливана с дальнейшим их задействованием, либо в целях демонстрации военной мощи | Численность Группы советских военных специалистов в Сирии | Численность Группы советских военных специалистов в Сирии | Численность Группы советских военных специалистов в Сирии |
| Дата начала кампании | Дата окончания кампании | Задействованные компоненты | Задействованные компоненты | Задействованные компоненты | Задействованные компоненты | Задействованные компоненты | Ответные действия СССР | Источник данных                                           | Источник данных                                           | Источник данных                                           |
| Дата начала кампании | Дата окончания кампании | ВМФ | ВМФ | КМП | ВВС | СВ | Ответные действия СССР | ИВИМО                                                     | РС США                                                    | IISS                                                      |
| Дата начала кампании | Дата окончания кампании | АВ | ДК | КМП | ВВС | СВ | Ответные действия СССР | ИВИМО                                                     | РС США                                                    | IISS                                                      |
| --- | --- | --- | --- | --- | --- | --- | --- | --------------------------------------------------------- | --------------------------------------------------------- | --------------------------------------------------------- |
| 2 марта 1956 | 3 мая 1956 | 2 | ☑ | ☑ | | | Да | —                                                         | —                                                         | —                                                         |
| 26 июня 1956 | 3 сентября 1956 | 2 | ☑ | ☑ | | | Да | 150                                                       | Н/Д                                                       | Н/Д                                                       |
| 30 октября 1956 | 7 ноября 1956 | 3 | ☑ | ☑ | ☑ | | Да | 150                                                       | Н/Д                                                       | Н/Д                                                       |
| 6 ноября 1956 | 14 декабря 1956 | 8 | ☑ | ☑ | | | Да | 150                                                       | Н/Д                                                       | Н/Д                                                       |
| 21 августа 1957 | 17 декабря 1957 | 4 | ☑ | ☑ | ☑ | | Н/Д | 150                                                       | Н/Д                                                       | Н/Д                                                       |
| 15 мая 1958 | 2 июля 1958 | 3 | ☑ | ☑ | | | Н/Д | 150                                                       | 275                                                       | Н/Д                                                       |
| 17 июля 1958 | 18 октября 1958 | 3 | ☑ | ☑ | ☑ | ☑ | Н/Д | 150                                                       | 275                                                       | Н/Д                                                       |
| 8 мая 1959 | 30 сентября 1959 | 2 | | ☑ | ☑ | ☑ | Н/Д | 150                                                       | 275                                                       | Н/Д                                                       |
| 6 июня 1967 | 12 июня 1967 | 2 | ☑ | ☑ | ☑ | ☑ | Да | 150                                                       | 275                                                       | Н/Д                                                       |
| 26 октября 1969 | 31 октября 1969 | 2 | ☑ | ☑ | | | Да | 150                                                       | 275                                                       | Н/Д                                                       |
| 11 июня 1970 | 18 июня 1970 | 1 | ☑ | ☑ | ☑ | | Да | 150                                                       | 275                                                       | Н/Д                                                       |
| 2 сентября 1970 | 1 ноября 1970 | 3 | ☑ | ☑ | ☑ | ☑ | Да | 150                                                       | 800                                                       | Н/Д                                                       |
| 3 мая 1973 | 10 мая 1973 | 2 | ☑ | ☑ | | | Нет | 560                                                       | 1130                                                      | Н/Д                                                       |
| 6 октября 1973 | 23 октября 1973 | 3 | ☑ | ☑ | ☑ | ☑ | Да | 560                                                       | 1650                                                      | Н/Д                                                       |
| 24 августа 1975 | 25 августа 1976 | 1 | ☑ | ☑ | | | Нет | 560                                                       | 2150                                                      | Н/Д                                                       |
| 3 мая 1981 | 15 сентября 1981 | 2 | ☑ | ☑ | | | Да | 560                                                       | 3000                                                      | 2500                                                      |
| 8 июня 1982 | 23 июля 1982 | 1 | ☑ | ☑ | | | Нет | 560                                                       | 5000                                                      | 2500                                                      |
| 10 августа 1982 | 10 сентября 1982 | 2 | ☑ | ☑ | | | Да | 560                                                       | 6000                                                      | 2500                                                      |
| 22 сентября 1982 | 12 февраля 1983 | 2 | ☑ | ☑ | | | Да | 8000                                                      | 5500                                                      | 2500                                                      |
| 3 декабря 1983 | 9 января 1984 | 1 | ☑ | ☑ | | | Да | Н/Д                                                       | 5500                                                      | 7000                                                      |
| 29 августа 1983 | 15 февраля 1984 | 2 | ☑ | ☑ | ☑ | | Да | Н/Д                                                       | 5500                                                      | 7000                                                      |
| 21 сентября 1984 | 2 ноября 1984 | — | ☑ | ☑ | | | Да | Н/Д                                                       | 5500                                                      | 7000                                                      |
| 8 марта 1985 | 9 апреля 1985 | 1 | | | | | Нет | Н/Д                                                       | 2300                                                      | 2500                                                      |
| 14 июня 1985 | 25 июля 1985 | 1 | ☑ | ☑ | | | Нет | Н/Д                                                       | н/д                                                       | 2500                                                      |
| 7 октября 1985 | 11 октября 1985 | 1 | ☑ | | | | Нет | Н/Д                                                       | н/д                                                       | 2500                                                      |
| 3 марта 1986 | 4 марта 1986 | — | | | | | Нет | Н/Д                                                       | 3000                                                      | 2500                                                      |
| 2 февраля 1987 | 3 марта 1987 | 1 | | | | | Нет | Н/Д                                                       | н/д                                                       | 4000                                                      |
| 16 февраля 1989 | 2 апреля 1989 | н/д | ☑ | ☑ | | ☑ | Нет | Н/Д                                                       | 2300                                                      | 2000                                                      |
| 1 августа 1989 | 2 сентября 1989 | 2 | ☑ | ☑ | | | Нет | Н/Д                                                       | н/д                                                       | 2000                                                      |
| Примечание: В таблице не указаны учения и военно-морские маневры ВС США.                                                                             | | | | | | | |                                                           |                                                           |                                                           |

По данным Генштаба ВС РФ, с 1956 по 1991 год в Сирию по линии Министерства обороны СССР было откомандировано 16 282 человека, в том числе 294 генерала, 11 169 офицеров, 624 прапорщика, 2 179 солдат и сержантов и 2 016 рабочих и служащих СА и ВМФ. Погибло и умерло от ран и болезней сорок четыре человека.

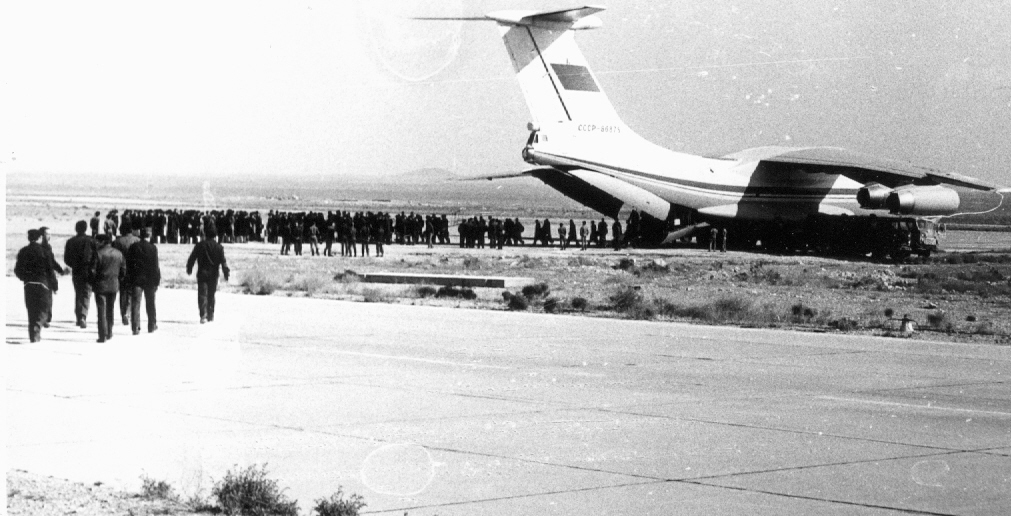
Выгрузка личного состава, прибывшего на замену военнослужащим срочной службы 220-го и 231-го зенитно-ракетных полков, отслужившим установленный срок службы. 1984 год

Данные Генштаба о количестве военнослужащих, командированных в Сирию, неполные, так как не учитывают военнослужащих, находившихся в Сирии в кратковременных командировках. Кроме того, в данной статистике абсолютно не отражено значительное число командированных по линии смежных ведомств, связанных с обороной и государственной безопасностью. Численность советского военного персонала в Сирии варьировалась в зависимости от конкретных текущих либо предстоящих задач. Количественный прирост объёмов поставляемого вооружения закономерно вёл к росту числа военных советников и специалистов для его обслуживания и эксплуатации и обучения национальных кадров. В связи с тем, что многие данные о пребывании советских военных специалистов на Ближнем Востоке по-прежнему засекречены, единого мнения об их численности среди иностранных разведывательных служб и информационно-аналитических организаций и самостоятельных исследователей нет.
Руководством Сирии неоднократно подчёркивалось, что советские военные советники вносят важный вклад в укрепление обороноспособности страны и их дальнейшее пребывание не просто желательно, но жизненно необходимо. Так, например, в 1972 году президент САР Х. Асад вскоре после резкого сокращения советского военного контингента в Египте в связи с переориентацией нового президента АРЕ А. Садата на сближение с США заявил: «Интересы сирийского народа требуют продолжения миссии советских военных специалистов в нашей стране»:50.

### Отправка первой группы военных специалистов (1956)
Уже к середине 1950-х годов вокруг Сирии складывались предпосылки к началу глобального военного конфликта (США попытались изолировать и дестабилизировать Сирию изнутри, одновременно перебросив к сирийской границе контингент морской пехоты в готовности к военному вторжению). В июне 1956 года Сирию посетил министр иностранных дел СССР Д. Т. Шепилов, который помимо политической и экономической помощи предложил сирийскому государству и помощь в военной сфере:49. В ходе визита президента Шукри aль-Куатли в Москву в октябре 1956 года были проведены прямые переговоры о закупке советского оружия. По данным Центрального разведывательного управления США, переговоры с сирийцами вёл лично маршал Г. К. Жуков. Ввиду того, что поставляемая боевая техника требовала высококвалифицированных специалистов, которыми Сирия не располагала, следом за техникой в страну выехала группа советских военных советников и специалистов, число которых, по данным ЦРУ, составляло около ста шестидесяти человек.
Группа российских исследователей из Института военной истории подтверждает, что первые группы военных специалистов направлялись в Сирию начиная с 1956 года в соответствии с постановлениями Совета Министров СССР № 1929 от 9 апреля 1956 года, № 6628 от 7 ноября 1956 года и № 157-84 от 12 февраля 1957 года. При этом, по данным ИВИМО, в 1956 году в Сирию по линии Министерства обороны СССР было откомандировано в общей сложности шестьдесят человек, в том числе пять переводчиков. ИВИМО не указывает, кто возглавлял первую группу советских военных специалистов, прибывших в Сирию. По данным директора Института исследований национальной безопасности (INSS) Тель-Авивского университета О. Эрана, первую группу возглавлял полковник Т. Козловский.
Ко второй половине 1950-х гг. относятся первые успехи советских советников в преобразовании структуры сирийских войск и создании новых сил и родов войск. Так, первым сирийским подразделением специального назначения стала сформированная в 1958 г. парашютно-десантная рота. В её создании активное участие принимали советские военные советники.

### Шестидневная война (1967)
Согласно справке, предоставленной начальником 15-го управления — заместителем начальника Генерального штаба Вооружённых сил СССР генерал-полковником Е. И. Смирновым, советские военные советники, специалисты и переводчики находились в Сирии во время военных действий 5-13 июня 1967 года. В воинские части Египта и Сирии были отправлены советские военные советники. О «советских инструкторах» в воюющих сирийских частях писал публицист Е. Финкель в своей статье «6 дней, которые потрясли мир». И если прямое участие советских военных специалистов в боевых действиях Шестидневной войны с сирийской стороны — вопрос полемический и более уместно будет говорить о советском военном присутствии на Ближневосточном ТВД как о сдерживающем факторе, то беспрецедентная активность советской внешней разведки в Ливане и Сирии подтверждается официальными источниками, в том числе — СВР России.

### Война на истощение (1967—1970)
Молниеносная война Израиля с Сирией и Египтом в июне 1967 года закончилась победой израильтян, однако благодаря поддержке, оказанной арабским государствам Советским Союзом и другими странами, Армия обороны Израиля намеченных целей до конца не достигла, и военный потенциал арабов сокрушён не был. В связи с усилившимися политическими разногласиями между руководством Сирии и СССР — в частности, из-за отказа сирийского руководства от попыток политического урегулирования конфликта с Израилем — объёмы поставок существенно сократились по сравнению с периодом, предшествовавшим Шестидневной войне. В аналитическом докладе ЦРУ от 16 марта 1970 года, в частности, отмечалось, что, хотя советское руководство предпочитало в большей степени поддерживать умеренный курс Египта, чем сверхагрессивную политику сирийцев, продолжение военной помощи укрепляло в них излишнюю самоуверенность в собственных силах и воинственные намерения в отношении Израиля:53.
Поэтому, несмотря на соглашения о прекращении огня, в небе Египта и Сирии всё чаще и чаще разворачивались воздушные бои, перешедшие в 1968—1969 годах в фактическую воздушную войну. Израильская авиация систематически наносила удары по средствам ПВО и другим объектам. Специалисты и советники по ВВС были вынуждены заниматься частями и подразделениями, находящимися в различных странах Ближнего Востока. Авиационные специалисты, командированные в Египет, также направлялись в САР, и наоборот. Так, И. П. Голей, служивший старшим советником начальника оперативного управления ВВС ОАР, шесть раз командировался в Сирию.
Понимая неизбежность войны в воздухе, советским военным лётчикам нужно было готовиться к воздушным боям с опытными израильскими пилотами, имевшими опыт, приобретённый в боях с египетскими и сирийскими лётчиками, а для этого от них в первую очередь требовалось изучить этот опыт.
Управление боевыми действиями ЗРВ ПВО АРЕ и САР совершенствовалось при участии советских военных специалистов на основе боевого опыта, накопленного Группой советских специалистов во Вьетнаме во время Американо-вьетнамской войны. В условиях Египта и Сирии производились работы по обеспечению живучести технических дивизионов ЗРВ САР. Пополнение ракетами зенитно-ракетных дивизионов производилось только в ночное время с соблюдением всех необходимых мер маскировки и охраны. Сами технические дивизионы дислоцировались на стационарных позициях. Основной курс в обеспечении живучести зенитно-ракетных дивизионов был взят на строительство капитально оборудованных в инженерном отношении позиций. Большое внимание было уделено строительству защищённых убежищ для личного состава и укрытий для техники. В начале 1969 г. для техники оборудовались окопы с частичным заглублением в грунт, однако в ходе боевых действий выяснилось, что такие укрытия не могут полностью решить вопрос защиты материальной части — они не выдерживали попадания даже малых авиабомб, поэтому в конце того же года началось оборудование стартовых позиций инженерными сооружениями из монолитного железобетона.
По итогам послевоенного восстановления Вооружённых сил Сирии и Египта советскому военно-советническому коллективу была объявлена благодарность Л. И. Брежнева за: «значительную работу по восстановлению вооружённых сил ОАР [Египта] и Сирии». По словам Брежнева, советские офицеры хорошо поняли возложенную на них ответственность, достойно представляли Родину и самоотверженно, со знанием дела, выполняли свои задачи, а потому по праву заслужили высокий авторитет и завоевали подлинное уважение среди арабов.
По мнению аналитиков ЦРУ, присутствие в Сирии значительного числа советских военных советников и специалистов, ставившее своей главной целью удержание под контролем ситуации на Ближнем Востоке, существенно повышало шансы на прямое вовлечение советского контингента в возможный военный конфликт:ii, хотя в том же докладе вероятность этого оценивалась как крайне низкая, а также отмечалось, что в любом случае факт прямого участия никогда не был бы признан официально:62.

### Война в воздухе (1972—1973)

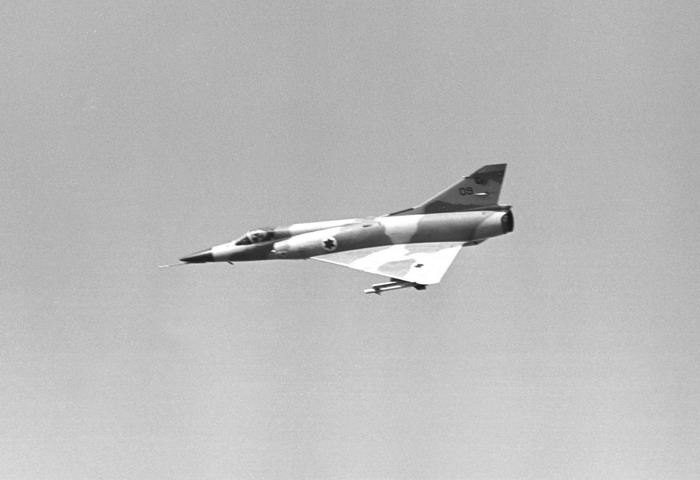
Израильский штурмовик барражирует над Голанскими высотами. Голанские высоты и горный хребет Антиливан в районе ливано-сирийской границы существенно затрудняли обнаружение израильских самолётов на дальних подступах к объектам в прифронтовой полосе

В сентябре 1972 — январе 1973 годов советские военно-технические специалисты задействовались на следующих участках:
- ремонт самолётов;
- эксплуатация радарных установок;
- перегон прибывшей морем бронетехники в гарнизоны;
- ремонтно-восстановительные работы на технике.

### Война Судного дня (1973)
Весной и летом 1973 года, за полгода до октябрьских событий, израильтяне начали регулярные облёты позиций сирийских войск. По мере приближения осени специалисты всё чаще слышали рёв воздушных тревог. Для того, чтобы не давать сирийским зенитчикам возможности подготовиться, облёты сирийских позиций осуществлялись в рваном ритме, каждый раз в совершенно другое время. Подлётное время израильских самолётов от аэродромов подскока до передовых сирийских частей составляло всего несколько минут. Из-за несвоевременности обнаружения и запаздывания сигнала тревоги зенитному полку фактически оставались одна-две минуты на приведение техники в готовность, а иногда этого времени не было вообще. В отсутствие боевых действий израильская авиация часто подвергала воздушным налётам сирийские войска на фронте, объекты военного назначения в тылу, бомбила лагеря палестинских беженцев в пригородах Дамаска. На тот период создание системы ПВО страны было ещё не завершено, поэтому вопрос о прикрытии территории от нападения воздушного противника стоял очень остро.
Вернусь домой, возьму гитару
 И под негромкий перезвон
 Я вспомню улочки Кунейтры
 И свой пехотный батальон…

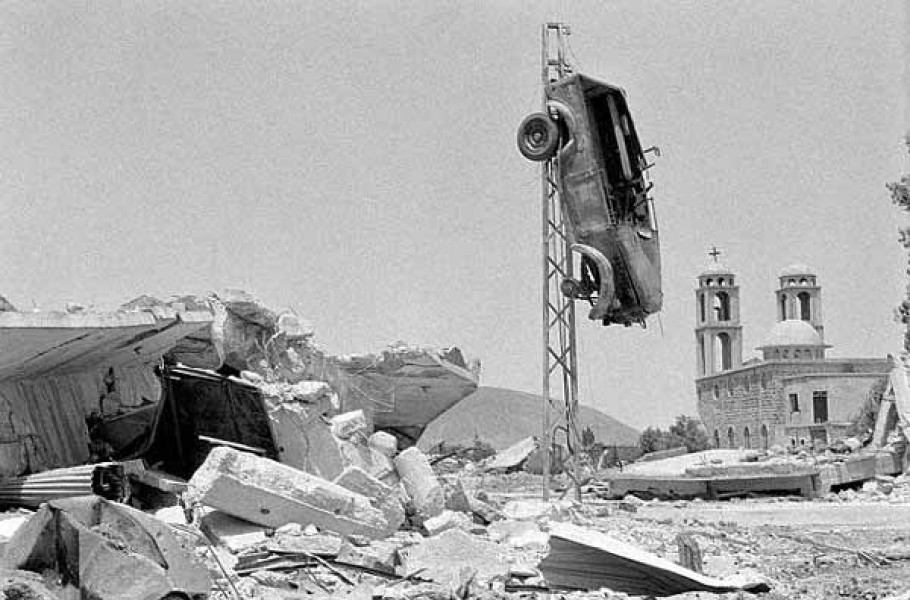
Руины города Эль-Кунейтра по сей день являются местом паломничества и служат мемориалом жертвам войны

13 сентября 1973 года, после массированного налёта израильской авиации на прибрежную зону Латакии, в котором с израильской стороны участвовало свыше шестидесяти самолётов и в ходе которого, по имевшимся у советских военных данным, израильская авиация понесла значительные потери (на заседании Генеральной ассамблеи ООН была названа официальная сирийская оценка — 5 из 64 самолётов, участвовавших в налёте, при 8 подбитых сирийских из числа направленных на перехват; различные источники оценивают потери сирийцев от 9 до 12 истребителей МиГ-21, при этом израильская сторона не подтвердила ни одной своей потери, как и сам факт налёта, — согласно их заявлениям, это не они, а сирийцы напали на израильский разведывательный самолёт, мирно пролетавший над Средиземным морем, а сам инцидент был назван «террористическим актом»), руководство военно-советническим аппаратом ожидало в самом скором времени развития событий.
В начале октября началась срочная эвакуация семей всех советских военных и гражданских специалистов на Родину. В конце сентября — начале октября главный советский военный советник в Сирии был уведомлен о том, что сирийская сторона готовится начать военные действия 6 октября. В последние дни затишья эвакуация приобрела настолько стремительный характер, что некоторые специалисты возвращались со службы уже в пустые квартиры, где их ожидали лишь записки жён о срочном отъезде. Последние семьи из столичного гарнизона успели переправить по воздуху утром 6 октября, в день начала войны, а некоторых, доставленных из дальних восточных районов Сирии, в авральном режиме грузили в морских портах на все приспособленные и неприспособленные суда в тот же день, уже после начала боевых действий. Полковник М. В. Разинков вспоминает, что этот субботний день начался в обычных заботах, на дворе стояла тёплая солнечная погода и обстановка не предвещала никаких опасений. Специалисты, как обычно, завершали свою работу и готовились к отбытию на отдых в Дамаск… Отдохнуть им не пришлось, начались крупномасштабные военные действия. Первоначально советским военным специалистам объявили, что Израиль нарушил перемирие и начал боевые действия, однако по прошествии некоторого времени стала просачиваться информация о том, что войну начали сирийцы и египтяне. Советские офицеры принимали участие в боевых действиях на стороне Сирии, находясь при командирах дивизий, бригад, отдельных полков, начальниках штабов и родов войск, а также при старших офицерах служб обеспечения и снабжения.
Кроме ВС СССР, на стороне Сирии приняли участие вооружённые силы других арабских стран: в войну вместе с сирийскими войсками вступили части и соединения из соседней Иордании, Кувейта и даже Марокко (переброска марокканского корпуса осуществлялась на советских транспортных кораблях). В разгар событий даже иракское правительство, несмотря на давние разногласия с Сирией, направило ей в помощь несколько мотопехотных бригад и авиационных эскадрилий. Социалистические страны также не остались в стороне — так, накануне боевых действий в октябре 1973 г. на сирийский фронт прибыли 20-30 пилотов ВВС КНДР, танковая бригада СВ РВС Кубы численностью до 500 человек личного состава и даже офицеры ВНА.
В течение 6-24 октября на ближневосточном театре военных действий был использован весь арсенал вооружения и тактических приёмов, которые ранее использовались американским командованием против ДРВ и израильским командованием против АРЕ и САР. Как и в предыдущих военных кампаниях, использовались средства поражения советских ЗРК, в частности противорадиолокационные ракеты (ПРС) AGM-45 Shrike и AGM-78 Standard ARM — ВВС Израиля осуществили ориентировочно 210 пусков ракет Shrike по позициям СА-75М, С-75, С-75М, С-125, при этом у советских зенитчиков уже был вьетнамский опыт борьбы с ПРС, поэтому серьёзных потерь от этого смертоносного оружия удалось избежать — при таком значительном количестве пусков был выведен из строя всего один зенитно-ракетный дивизион СА-75М «Двина».. Всего по группировке ЗРВ на сирийском фронте израильтяне нанесли 97 бомбовых ударов и артобстрелов, из которых около половины пришлось на позиции действующих дивизионов. Другая половина ударов фактически наносилась по ложным, запасным и оставленным накануне позициям.

#### Участие в войне советской авиации
В боях 1973 года на сирийском фронте принимала участие авиационная эскадрилья радиоэлектронной борьбы из Шяуляя (Литовская ССР). Самолёты-постановщики помех групповой защиты Ан-12ПП, имевшие на борту сирийские опознавательные знаки, обеспечивали боевую деятельность арабской ударной авиации.
Частям советской военно-транспортной авиации, задействованным в воздушных перевозках, приходилось действовать в условиях интенсивных налётов израильской авиации на аэродромы, куда им предстояло приземляться и осуществлять выгрузку боевой техники и имущества военного назначения. Всего в ходе войны экипажи ВТА СССР выполнили на Ближний Восток 78 рейсов на самолётах Ан-22, 725 — на Ан-12, перевезя при этом 1700 человек и 8157 тонн боевой техники и боеприпасов.

#### Роль системы ПВО Сирии в отражении налётов израильской авиации
| Результаты стрельб ЗРВ по данным Главного штаба Войск ПВО СССР | Результаты стрельб ЗРВ по данным Главного штаба Войск ПВО СССР | Результаты стрельб ЗРВ по данным Главного штаба Войск ПВО СССР | Результаты стрельб ЗРВ по данным Главного штаба Войск ПВО СССР | Результаты стрельб ЗРВ по данным Главного штаба Войск ПВО СССР | Результаты стрельб ЗРВ по данным Главного штаба Войск ПВО СССР |
| Тип ЗРК                                                        | Проведено стрельб                                              | Сбито самолётов                                                | Расход ракет                                                   | Расход ракет                                                   | Эффективность стрельб                                          |
| Тип ЗРК                                                        | Проведено стрельб                                              | Сбито самолётов                                                | Всего                                                          | На один самолёт                                                | Эффективность стрельб                                          |
| -------------------------------------------------------------- | -------------------------------------------------------------- | -------------------------------------------------------------- | -------------------------------------------------------------- | -------------------------------------------------------------- | -------------------------------------------------------------- |
| СА-75М «Двина»                                                 | 50                                                             | 26                                                             | 116                                                            | 4,5                                                            | 0,52                                                           |
| С-75М «Волга»                                                  | 60                                                             | 32                                                             | 139                                                            | 4,3                                                            | 0,53                                                           |
| С-125 «Печора»                                                 | 72                                                             | 33                                                             | 131                                                            | 4,1                                                            | 0,46                                                           |
| «Квадрат»                                                      | н/д                                                            | 64                                                             | 96                                                             | 1,5                                                            | н/д                                                            |
| «Стрела-2»                                                     | н/д                                                            | 18                                                             | 159                                                            | 8,8                                                            | н/д                                                            |
| Итого                                                          |                                                                | 173                                                            | 641                                                            | 4,6                                                            |                                                                |
| Результаты стрельб зенитной артиллерии                         |                                                                |                                                                |                                                                |                                                                |                                                                |
| Тип ЗУ                                                         | Сбито самолётов                                                | Сбито самолётов                                                | Расход снарядов                                                | Расход снарядов                                                | На один самолёт                                                |
| ЗСУ-23-4                                                       | 5                                                              | 5                                                              | 16500                                                          | 16500                                                          | 3300                                                           |
| ЗА                                                             | 18                                                             | 18                                                             | 540000                                                         | 540000                                                         | 30000                                                          |
| Итого                                                          | 23                                                             | 23                                                             | 556500                                                         | 556500                                                         | 16650                                                          |

Несмотря на тяжёлые потери, понесённые сухопутными войсками Египта и Сирии, и плохое взаимодействие ЗРВ со своей авиацией, в целом части ПВО обеих арабских стран действовали успешно. Историографы обеих сторон сходятся в том, что эта война стала самым тяжёлым испытанием для ВВС Израиля за всю их историю, и в том, что в самой значительной степени успех ПВО Египта и Сирии был обусловлен советской техникой и работой советских военных специалистов. Количественные оценки потерь израильской авиации, тем не менее, существенно расходятся. По сирийским и российским данным, за 18 дней боёв было уничтожено 250 самолётов, что составляет 43 % боевого состава ВВС Израиля. Израильские источники и западные историки называют примерно вдвое меньшую цифру: 102—110 самолётов. Аналогичные данные были озвучены израильским военно-политическим руководством на секретных переговорах с госсекретарем США незадолго до окончания военных действий.
Во время боевых действий наиболее эффективно показали себя зенитно-ракетные войска.
В боевых действиях принимали участие зенитно-ракетные комплексы различных типов, входящие в состав смешанных группировок ЗРВ САР. Наряду с хорошо освоенными ЗРК СА-75МК «Двина», были вновь полученные из СССР С-75М «Волга» и С-125 «Печора». Всего на долю зенитных ракетных войск Египта и Сирии, оснащённых ЗРК СА-75, С-125 и «Квадрат», пришлось 78 % всех сбитых израильских самолётов. Хорошо себя зарекомендовал новейший по тому времени ЗРК «Квадрат». Этот комплекс ПВО на гусеничном ходу, сделав несколько пусков по воздушному противнику с одной позиции, быстро сворачивался и перемещался на запасную позицию, где в считанные минуты приводил себя в боевую готовность и снова вёл боевые пуски. Около трети всех сбитых на сирийском фронте израильских самолётов были сбиты именно этим комплексом.

#### Стрельба зенитными управляемыми ракетами

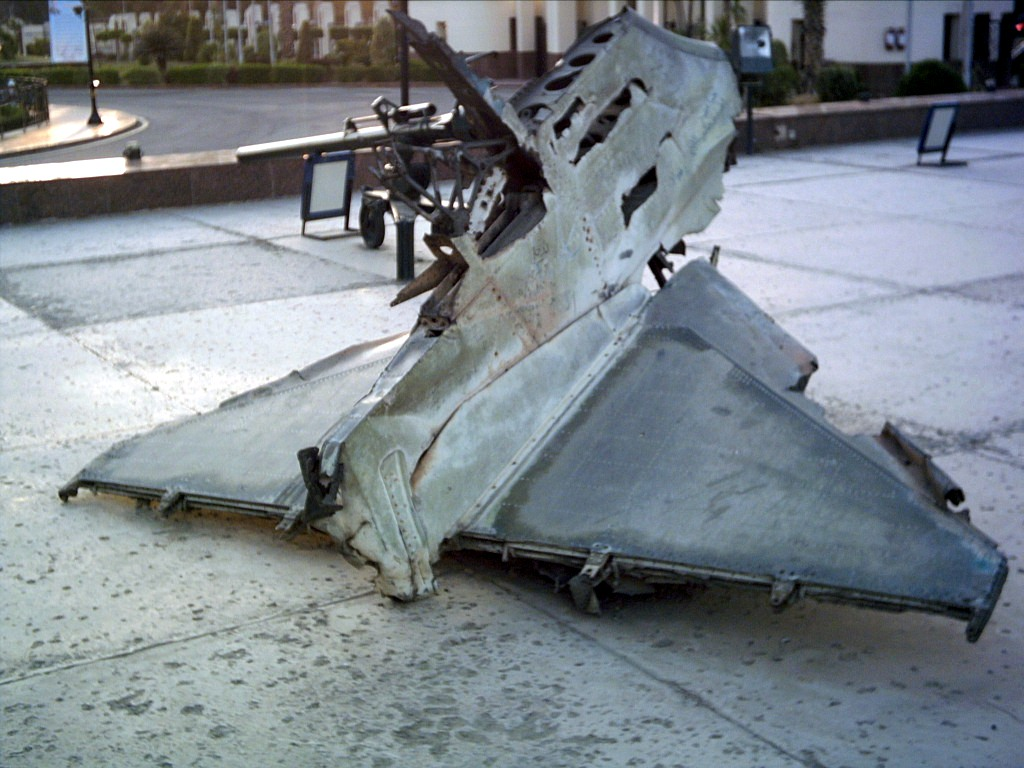
На выставке трофейного вооружения в Каире были выставлены обломки сбитых над территорией АРЕ и САР самолётов (на фотографии: обломки A-4 Skyhawk). Оценивая эффективность боевого применения зенитных ракет на Ближнем Востоке в октябре 1973 г., французский журнал Paris Match писал, что «когда-нибудь сирийцы поставят памятник в честь изобретателя этих современных ракет… Жители Дамаска и его окрестностей были свидетелями того, как десятки „фантомов“, „скайхоков“ и „миражей“, сбитых зенитными ракетами, врезались в землю, а их пилоты катапультировались»

За шесть дней боёв, с 6 по 12 октября 1973 г., 23 из 38 зенитно-ракетных дивизионов ЗРВ САР сбили, по советским источникам, более 80 израильских самолётов (то есть каждый шестой из всех имевшихся у ВВС Израиля 479 боевых самолётов), при этом было израсходовано полтора боекомплекта ракет. Наиболее интенсивные боевые действия ЗРВ велись в первую неделю боевых действий, достигнув своего пика в наиболее напряжённый период налётов израильской авиации 11—12 октября, на шестой-седьмой день боевых действий, когда зенитными ракетами было сбито: в четверг — 26 и в пятницу — 18 израильских самолётов (при 620 самолётовылетах в четверг и 580 в пятницу), при этом расход ракет достиг от ½ до ⅔ боекомплекта в день. Все типы зенитно-ракетных комплексов показали высокую эффективность стрельб. Эффективность стрельб за весь период боевых действий октября 1973 г. составила около 50 % при среднем расходе пять ракет на один сбитый самолёт. При этом следует учитывать тот факт, что стрельбы проводились в условиях применения израильской авиацией активных и пассивных помех, ложных целей и радиолокационных ловушек, по внезапно появляющимся самолётам, идущим на звуковых и сверхзвуковых скоростях, на малой и сверхмалой высоте, применявшим резкие противоракетные манёвры курсом и высотой (в этих условиях зенитная артиллерия, при невозможности вести прицельный огонь, переходила на заградительный, который открывался часто вне зоны поражения).
Создание плотных группировок ЗРВ смешанного состава, оборудованных позиционных районов, усиление зенитного прикрытия, не только обеспечили живучесть ЗРВ, но и успешное ведение ими активных действий против израильской авиации. Потери ЗРВ от авиаударов снизились, усилий израильской авиации оказалось недостаточно для подавления системы ПВО АРЕ и САР.
Важен был и человеческий фактор — эффективность стрельб в сложных условиях во многом зависела от уровня подготовки боевых расчётов зенитно-ракетных дивизионов и командных пунктов зенитно-ракетных бригад и полков.
Как отметил генерал-полковник А. А. Ноговицын, ход боевых действий показал, что умелое использование новейших советских средств борьбы с авиацией противника не позволило тому захватить господство в воздухе. Если в 1967 г., с использованием фактора внезапности, израильская авиация смогла решить проблему завоевания господства в воздухе с самого начала израильского вторжения, когда в первый же день внезапным первым и двумя последующими массированными ударами по аэродромам Египта, Иордании и Сирии уничтожила до 60 % их авиации, то в 1973 г. фактор внезапности был на стороне египетско-сирийских войск.
Зенитно-ракетные комплексы С-75 и С-125 и их модификации успешно проявили себя в боевых действиях. В 1980-е, несмотря на сравнительно нечастое применение, отлично себя зарекомендовали ЗРК С-200. Анализ боевых действий в 1982—1983 гг. показал, что в тех случаях, когда различий в профессиональной подготовке личного состава воюющих сторон не было и обеспечивалась надежная противовоздушная оборона войск, а также надлежащее применение вооружения, военная техника советского производства превосходила аналогичную технику США, Англии и других стран. Иностранными специалистами также была высоко оценена эффективность советского зенитного ракетного оружия, что предопределило на Западе необходимость дальнейшего совершенствования средств и способов противоборства с ЗРК.
Бывший начальник Генерального штаба Вооружённых сил СССР генерал армии М. А. Моисеев отметил в своём докладе на научно-практической конференции «Опыт и уроки Октябрьской войны на Ближнем Востоке», что присутствие за пультами управления сирийской системы ПВО советских специалистов привело к довольно значительным потерям израильской авиации и прекращению налётов на Дамаск.
Об этом же писал в своих воспоминаниях непосредственный очевидец событий, российский арабист, в то время — собкор «Правды» А. М. Васильев.

#### Военные трофеи
В середине декабря 1973 г. аппарат военного атташе при посольстве СССР в Сирии, совместно с офицерами из Группы военных специалистов, организовал отправку в СССР обломков израильских самолётов, сбитых советскими ракетами во время боевых действий. Останки в виде покорёженных балок, бесформенных кусков фюзеляжа и крыльев, разбитых механизмов и агрегатов временно покоились в хозяйственном блоке при старом клубе Государственного комитета по экономическим связям СССР (ГКЭС), располагавшемся рядом с мечетью Эль-Фардус на площади Ат-Тахрир, а затем были по воздуху отправлены в Советский Союз.

#### Общие итоги боевой работы

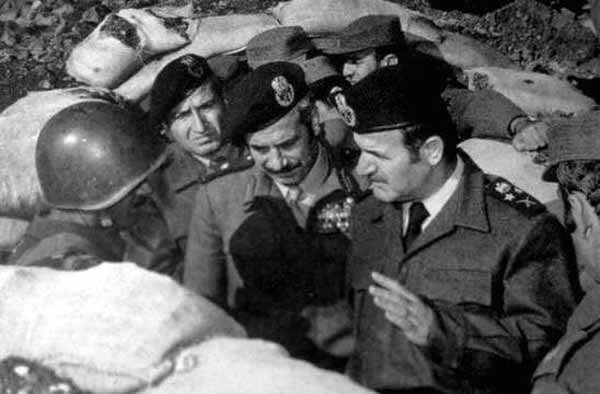
Хафез аль-Асад (справа) и Мустафа Тлас (в центре) на передовых позициях, инспектируют войска, подготовленные советскими специалистами

По своему масштабу война в октябре 1973 г. носила локальный характер, однако в боевых действиях участвовали все виды вооружённых сил, обе стороны использовали в большом количестве современное оружие и технику, на поле боя применялись некоторые новые тактические приёмы. При организации ПВО объектов в АРЕ и САР был учтён весь опыт, накопленный ЗРВ в годы Войны во Вьетнаме и при ведении боевых действий на Ближнем Востоке в 1969—1970 гг. Для прикрытия наиболее важных административно-политических и экономических центров, объектов авиационной и транспортной инфраструктуры и военных объектов в глубине страны, а также группировки сухопутных войск, сосредоточенных в районе Голанских высот, была создана группировка зенитно-ракетных войск смешанного состава. Ход событий подтвердил высокую эффективность, помехозащищённость и живучесть созданных группировок зенитно-ракетных войск.
В отличие от Войск ПВО СССР, где существовала полковая структура (зрп), ЗРВ Сирии и Египта организационно состояли из зенитных ракетных бригад (зрбр), которые имели в своём составе по 4-8 огневых и 1-2 технических дивизиона и были вооружены советскими зенитными ракетными комплексами разных типов и модификаций — это было продиктовано вовсе не дефицитом новой техники и отнюдь не стремлением поставить устаревшую технику — это было обусловлено различными тактико-техническими характеристиками самих ЗРК, так как разнообразие обеспечивало всевысотность системы ведения огня и повышало их помехозащищённость. Огневые дивизионы располагались в плотных боевых порядках на сокращённых интервалах (8-15 км друг от друга), обеспечивающих многократную слойность огня и взаимное прикрытие от авиаударов противника.
С началом военных действий израильская авиация пыталась путём нанесения массированных ударов по аэродромам истребительной авиации и группировкам зенитных ракетных войск подавить противовоздушную оборону Сирии. Этого ей сделать не удалось. В ходе боевых действий ЗРВ успешно выполняли задачу по прикрытию сухопутных войск, аэродромов, политико-административных центров и других важнейших объектов, и именно на долю ЗРВ приходится бо́льшая часть сбитых израильских самолётов. В целом, как отмечает президент Академии военных наук России генерал армии М. А. Гареев, война 1973 г. показала возросшую боевую мощь арабских стран, что убедительно свидетельствовало об эффективности советской помощи в целом и работы советских советников и специалистов.
Министр обороны Сирии Мустафа Тлас, подводя промежуточные итоги работы советских специалистов в 1976 г., заявил в ходе официальной встречи с председателем Совета Министров СССР А. Н. Косыгиным, что высоко оценивает их труд, и от всего сердца благодарит их за те усилия, которые они приложили для повышения боевой готовности войск и за огромный вклад в укрепление дружбы между советским и сирийским народами, и просил министра обороны СССР Д. Ф. Устинова продолжать направлять военных советников и специалистов для работы в сирийских войсках.

### Война на истощение (1973—1974)
Как Сирия с Египтом, так и Израиль после Войны Судного дня напряжённо готовились к неминуемому возобновлению военных действий. В войсках и силах ПВО Сирии в течение 1973 г. были проведены оргштатные мероприятия, позволившие повысить огневые возможности частей и подразделений. Так, значительно усилилась ПВО дивизии, чему способствовало включение в пехотные и танковые бригады ПЗРК «Стрела-2» и «Стрела-2М», а в танковые бригады танковых дивизий, кроме того, ЗСУ-23-4 «Шилка». Тем не менее, многое из задуманного осталось незавершённым. Так, был закончен только первый этап обучения личного состава «Шилка» и «Стрела-2». Тем не менее, уровень подготовки войск ПВО Сирии в целом оценивался как удовлетворительный. По итогам Четвёртой арабо-израильской войны вскрылись недостатки в подготовке ВВС САР — в частности, излишняя централизация управления и, как следствие, недостаточное доверие командирам авиабригад. Лётный состав часто перемещался из части в часть, в результате чего в эскадрильях отсутствовали постоянные боевые расчёты, особенно в звене и в паре. Командиры, лётный состав и расчёты командных пунктов слабо знали особенности противника. Обладая неплохими навыками пилотирования, сирийские лётчики имели неудовлетворительную тактическую, а многие — и огневую подготовку, и всё это в самое ближайшее время предстояло исправить силами советских военных советников.

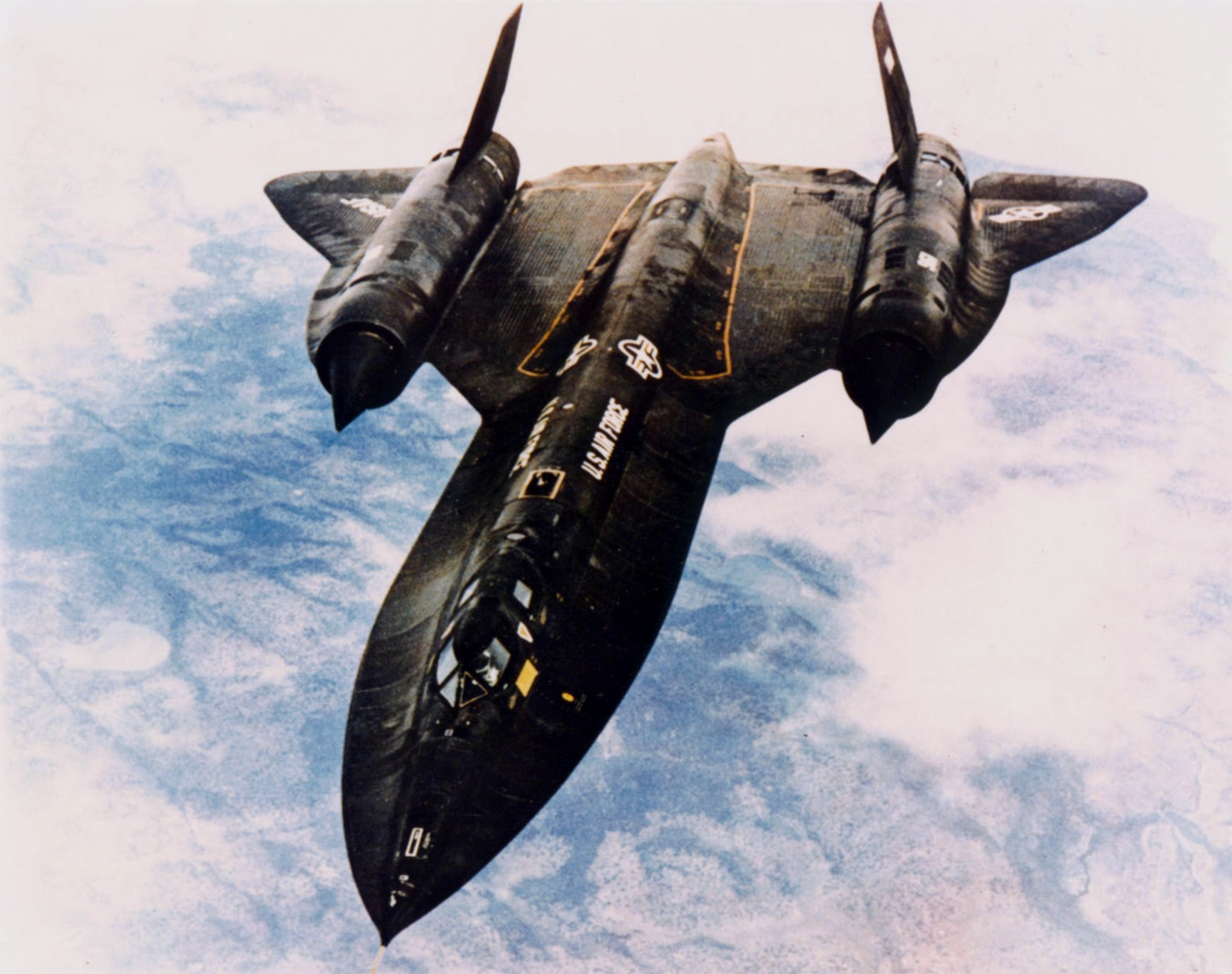
Сверхзвуковые высотные самолёты-разведчики SR-71 Blackbird осуществили несколько полётов над территорией Сирии, пользуясь просчётами сирийского командования в информационном обеспечении системы ПВО САР, несмотря на то, что боевые возможности советских зенитных ракет В-755 позволяли осуществить их эффективный захват и уничтожение

Дальнейшие события не заставили себя ждать. Директор ЦРУ У. Колби предполагал, что новая сирийско-израильская война начнётся уже в течение 1975 года. По оценке ЦРУ, в распоряжении советского командования в Сирии имелись специалисты и зенитно-ракетный полк, оснащённый ЗРК «Квадрат», дислоцированный под Дамаском и включавший в себя пять зенитно-ракетных батарей и пятьсот человек личного состава. Американская разведка не ошиблась — это был 716-й зенитно-ракетный полк 24-й стрелковой дивизии, развёрнутый в пригородах Дамаска с задачей прикрытия столицы Сирии (командир полка — подполковник В. А. Старун). Полк прибыл в Сирию морем и с началом войны ещё находился на разгрузке. В боевых действиях участия не принимал, так как морской путь из СССР в Сирию, разгрузка в порту Латакии и переброска к Дамаску заняли продолжительное время. К тому моменту, как полк развернулся и согласовал взаимодействие дивизионов, интенсивность налётов израильской авиации резко снизилась из-за больших потерь в авиапарке. Полк стал первым боевым формированием ВС СССР с штатной советской техникой и советским личным составом, направленным для участия в боевых действиях в Сирии (помимо него, в 1973—1974 гг. в Сирии находилась также наземная группа радиоэлектронной борьбы 100-го отдельного разведывательного авиаотряда, которая периодически размещалась на военном аэродроме Блей). Полк простоял на позициях под Дамаском до конца 1974 года, после чего техника была передана сирийской стороне, а советские офицеры и солдаты, которым сирийцы вручили ордена «За мужество» или «Шестого октября», убыли на Родину.
Война на истощение 1973—1974 гг. развернулась по всему сирийско-израильскому фронту, но наиболее опасное направление, для защиты которого была привлечена большая часть ВС САР, находилось на Голанских высотах и в районе Джебель-Шейх. Сирийские лётчики показали высокую степень обученности в войне на истощение и успешно вели борьбу с израильской авиацией — большая заслуга в этом принадлежала старшему советнику командующего ВВС и ПВО САР генерал-майору К. А. Рябову, который совместно с другими военными советниками и инструкторами готовил сирийские эскадрильи, обучал их мастерству воздушного боя. Под его руководством была разработана и внедрена технология ускоренного выполнения регламентных работ на самолётах новых типов и пусковых установках зенитно-ракетных комплексов, в результате чего сроки регламентных работ сократились в полтора раза, коэффициент технической готовности самолётов и ЗРК достиг 0,95. Как отмечает генерал-лейтенант М. Н. Терещенко, во многом именно благодаря бескорыстной помощи Советского Союза и безупречной работе военных советников и специалистов в Сирии потери ВС САР были быстро восполнены после войны 1973—1974 гг., вырос не только количественный, но и качественный уровень боевых возможностей ВС САР.
В период после окончания активной фазы боевых действий, противник применял для ведения воздушной и радиотехнической разведки высотные беспилотные самолёты-разведчики типа BQM-34A и BQM-147F, а также малоразмерные беспилотные самолёты MQM-74A, запускавшиеся с наземных пусковых установок, которые располагались в непосредственной близости от линии прекращения огня, что в значительной мере затрудняло их своевременное обнаружение и уничтожение.
Положительную оценку как средство прикрытия зенитно-ракетных дивизионов получили переносные зенитно-ракетные комплексы «Стрела-2». Опыт их боевого применения показал, что они являются эффективным оружием в борьбе с воздушными целями на высотах ниже 1 тыс. метров. Своевременно открытый стрелками огонь по самолётам резко снижал точность бомбометания и вынуждал самолёты противника увеличить высоту полёта. Боевые порядки отделений, вооружённых данным комплексом, строились с расположением нескольких зенитчиков на одной позиции для ведения залпового огня. При этом более высокие результаты достигались при использовании их в составе подразделений от взвода до батальона, тогда как использование комплексов в одиночном порядке приводило лишь к редким обстрелам отдельных целей. Позиции ПЗРК располагались на удалении 4—6 км от стартовых позиций зенитного ракетного дивизиона и до 12 км в ходе эшелонирования. В ходе боевых действий было выявлено, что самолёты противника, как правило, сбивались двумя и более прямыми попаданиями. Для обеспечения обстрела воздушных целей одновременно с двух направлений интервалы между отделениями устанавливались в 1,5—2 км. Разведка воздушного противника в боевых порядках взвода организовывалась системой визуального наблюдения специально выделенными стрелками. Использование ПЗРК «Стрела-2» в сочетании с зенитной артиллерией значительно повысило эффективность зенитного прикрытия на малых высотах. Авиация противника была вынуждена осваивать новые приёмы защиты от ПЗРК. В ходе боёв в Сирии в апреле — мае 1974 г. отмечалось применение израильскими самолётами тепловых ловушек с целью защиты от ПЗРК. Зенитная артиллерия, зенитные пулемёты и переносные зенитно-ракетные комплексы, предназначенные для прикрытия зенитно-ракетных дивизионов в их штат не включались, а временно придавались зенитно-ракетным бригадам и дивизионам. В составе боевых расчётов, как правило, было по две-три смены личного состава, что обеспечивало непрерывность несения боевого дежурства при высокой постоянной степени готовности.
5 июня 1974 года продолжавшиеся семь месяцев ожесточённые артиллерийские дуэли, к грохоту которых все давно привыкли, вдруг как по команде стихли по всему фронту ровно в 13:55. Тишина, повисшая над фронтом, по словам М. В. Разинкова, непривычно давила на уши. Но каждый понимал, что эта тишина, которая официально вступит в свои права через пять минут, станет тишиной достигнутого перемирия. Израиль освободил часть захваченной территории Сирии (более 600 км²) и оставил разрушенный город Эль-Кунейтра. Вместе с сирийским командованием советские военные советники проанализировали ход противостояния. Опыт военных действий привёл к выводу о необходимости пересмотра организационно-штатной структуры СВ и ВМФ САР, чтобы придать соединениям большую компактность, повысить их огневую мощь. В коренном улучшении нуждалась система мобилизационной готовности — требовалось организовать заблаговременно подготовленный резерв и быстрый его сбор в случае перерастания напряжённости в новый военный конфликт; то же самое касалось резервов военной техники и боеприпасов. Реализация этих важных задач была возложена на советников.

### Межвоенная напряжённость (1978—1982)
В 1976 году, после вмешательства Сирии в ливанский кризис, произошло некоторое охлаждение межгосударственных отношений Советского Союза и Сирии. Как вспоминал Главный военный советник — советник министра национальной обороны Сирии генерал-лейтенант М. И. Терещенко, когда сирийские войска в составе Межарабских сил безопасности (МАСБ) вошли в Ливан, Советский Союз, не одобрявший это вмешательство, временно приостановил поставки вооружения. Министерством обороны СССР было решено сократить количество военных специалистов и увеличить ставки возмещения за издержки их командирования. Это повлияло на настроения военнослужащих сирийской армии и на их отношение к Советскому Союзу не самым лучшим образом, но тем не менее советское руководство дало понять, что намерено оказывать военную помощь сирийской стороне лишь в ответ на израильскую агрессию.
В январе 1979 года партия «Братья-мусульмане», которая неоднократно пыталась путём терактов и вооружённых выступлений свергнуть режим Хафеза Асада и уже три года вела ожесточённую борьбу с сирийским правительством, армией и военной разведкой (мухабарат), начала нападения и на советских представителей. В декабре 1979 года, после ввода советских войск в Афганистан, в арабском мире с подачи и при активной поддержке Госдепартамента США развернулась масштабная антисоветская кампания, которая непосредственно затронула и находившихся на Ближнем Востоке советских гражданских и военных специалистов. К террористической деятельности против советских граждан подключились радикальные исламистские организации. В конце 1970-х — 1980-х гг. по Сирии прокатилась волна терактов, в результате которых пострадало несколько десятков советских военных специалистов. В обострившейся ситуации сирийские власти вынуждены были организовать круглосуточную охрану квартир граждан Советского Союза и других соцстран, каждому специалисту было выдано личное оружие Спустя месяц ситуация накалилась до предела. Активная борьба против советских специалистов развернулась сначала в Алеппо, затем в Хомсе, а к осени случаи вооружённых нападений и убийств были зафиксированы и в Дамаске.

#### Обстановка в Дамаске. Террористические акты против советских граждан

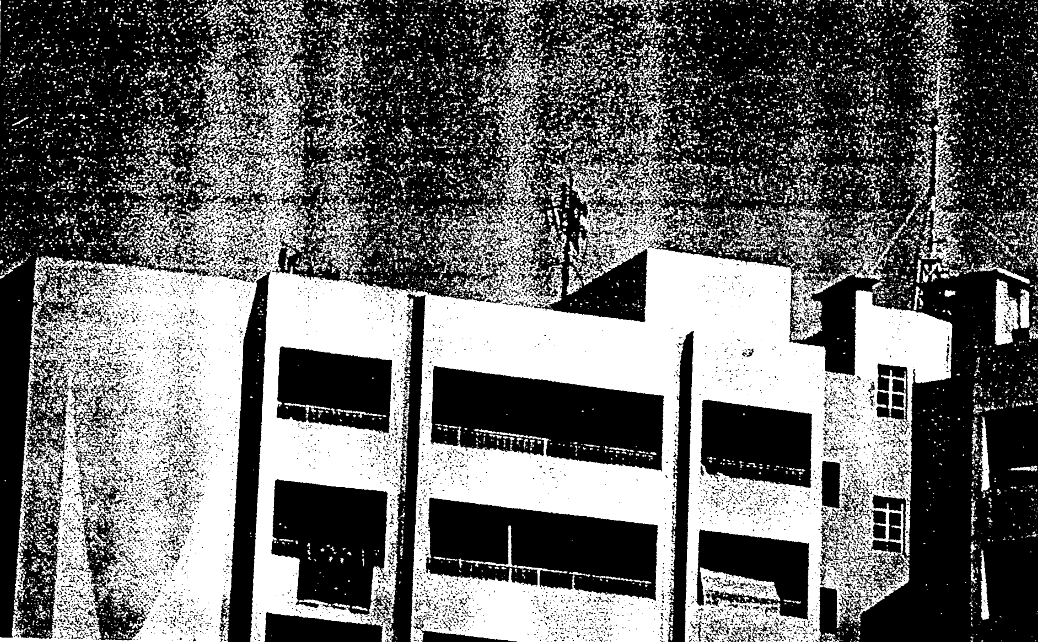
Чёрно-белый снимок жилищно-офисного комплекса советских военных специалистов в Дамаске. На снимке видны верхние этажи, занятые служебными помещениями

Как сообщает подполковник В. А. Дудченко, обстановка в Дамаске складывалась очень тревожная, в начале 1980 года, когда он приехал в Дамаск, советских специалистов регулярно обстреливали, запреты на появление в городе были категорическими, ввиду того, что исламские экстремистские организации резко активизировали свою деятельность. Прогремели взрывы на рынке Аль-Хамедийя. То здесь, то там, террористы убивали советских военных специалистов. Не проходило недели, чтобы советское посольство и аппарат Главного военного советника не занимались отправкой в Союз погибших специалистов или их жён. Сирийские спецслужбы вместе с сотрудниками советской военной контрразведки работали рука об руку, чтобы если не отыскать виновных, то хотя бы воспрепятствовать проведению очередных кровавых акций. Всем советским военным специалистам и членам их семей Главный военный советник генерал-лейтенант В. Будаков строго-настрого запретил появляться на улицах Дамаска в одиночку. На рынок и в магазины разрешалось выезжать только группами в сопровождении охраны. К тому моменту личное оружие уже было сдано, и советские офицеры вооружались в неофициальном порядке, заимствуя на время поездок стрелковое оружие (автоматы Калашникова) у сирийских коллег. Спереди и сзади машины советских военных должна была сопровождать охрана на внедорожниках. Регулярная смена маршрутов движения к месту несения службы и маневрирование по городу, чтобы сбить со следа возможную слежку, стали привычными оперативными мероприятиями по обеспечению безопасности военно-советнического контингента, продиктованными повседневной необходимостью — Г. П. Яшкин в своих мемуарах сообщает, что с начала 1980-х гг. и без того непростую работу военных советников в Сирии осложнили вооружённые акции противников режима Х. Асада. В городе Хаме по пути следования военных специалистов на аэродром была организована засада, из которой были расстреляны четыре советских офицера. Через некоторое время в Дамаске был подорван штаб ВВС и ПВО, погибли около ста сирийцев, было много раненых, в том числе шесть советников — в частности, советник начальника штаба ВВС и ПВО генерал-майор Н. Глаголев. И в дальнейшем успешная деятельность советских военных советников в Сирии привлекала пристальное внимание врагов президента Асада. Летом-осенью 1981 года в Дамаске террористы взорвали резиденцию правительства Сирии и корпункт ТАСС. К осени 1981 года они стали в открытую охотиться за советскими военными. На генерала Яшкина дважды за год были совершены покушения на маршрутах движения его автомобиля, и сам Яшкин впоследствии писал, что ему попросту повезло выжить. 5 октября 1981 года произошло нападение на военный городок, где размещался Штаб Главного военного советника и жили семьи других советников (так называемый «Синий дом»). Исламистские террористы расстреляли из автоматов сирийскую охрану и прорвались на служебную территорию на начинённом взрывчаткой автомобиле. Рядовой Алексей Теричев, находившийся на посту, принял бой и прицельным огнём уничтожил террориста-смертника, но при этом и сам был смертельно ранен снайпером, который с крыши соседнего дома прикрывал операцию террористов. Взрыв предотвратить не удалось, но благодаря самоотверженным действиям часового поражающий эффект взрывной волны для семей советских специалистов, находившихся в здании, был существенно снижен. В результате взрыва погибли ещё пять человек и около двухсот были ранены, из них двадцать три — тяжело, сам генерал Яшкин был контужен. В сложившейся ситуации генерал принял решение отозвать советских советников и специалистов из сирийских дивизий и бригад и сосредоточить их в Дамаске.

#### Работа в условиях сложной политической обстановки в Ливане

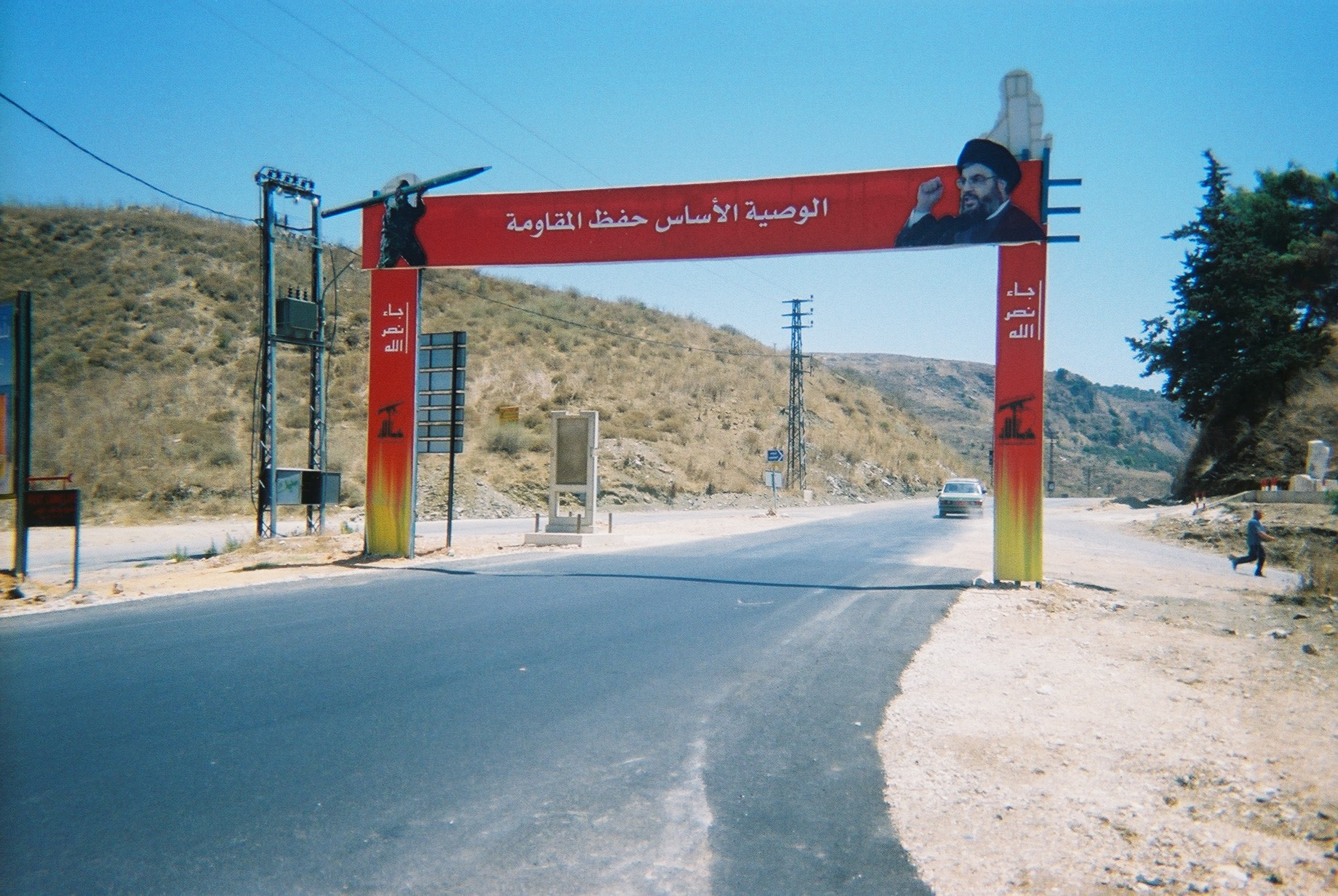
Дорожный знак, установленный членами движения «Партия Аллаха» на въезде на их территорию, предупреждает всех иноверцев об опасности, грозящей им при пересечении этой условной границы

В Ливане советским специалистам приходилось работать в условиях сложной социально-политической обстановки, поскольку помимо дружественных национально-освободительных движений и помогавших им Вооружённых сил Сирии, а также созданной и финансируемой Израилем христианской Армии южного Ливана, которая им противостояла, в Ливане действовала ещё и третья сила — исламские фундаменталисты, которые видели врага в любом иностранце, находящемся на ливанской земле, и готовы были незамедлительно казнить любого, попавшего им в руки.
Нередко во время выездов советских специалистов в разбросанные по территории страны подразделения сирийской армии случались инциденты. Так, однажды два советника по технической части, после того как их сирийский подопечный отказался выезжать на срочный аварийный вызов, были вынуждены добираться до места самостоятельно, на попутном транспорте. Их подобрал автомобиль, в котором, как потом выяснилось, находились боевики одной из исламистских групп. Офицеров увезли в неизвестном направлении, а через три дня обменяли на одиннадцать террористов, арестованных ранее. Старший лейтенант С. О. Акопов и двое его сослуживцев попали в плен к боевикам проиранского движения «Хезболлах», которые захватили их прямо на дороге и собирались расстрелять. От расправы их спас лишь приезд духовного лидера имама Усмата и находчивость самого Акопова, в совершенстве владевшего арабским языком, которому удалось объяснить священнику и его окружению, что они — советские специалисты, прибывшие для борьбы с сионизмом и американским империализмом. Имам приказал отпустить советских военных, мотивировав это, в частности, и тем, что «за этих ребят сирийская армия прочешет всю долину Бекаа».
После подобных инцидентов решение сократить число советских специалистов выглядело вполне обоснованным. Всех специалистов собрали при управлениях дивизий и оттуда направляли в части и подразделения по мере необходимости.
Тем временем в Израиле уже вовсю шли приготовления к вторжению в Ливан. Нападение на Ливан было мотивировано тем, что законное правительство Ливана, по мнению израильского руководства, было неспособно самостоятельно контролировать Организацию освобождения Палестины и Межарабские силы безопасности, а территория Ливана превратилась в плацдарм для действий против Израиля. Уже в апреле 1981 года израильская авиация стала наносить удары по лагерям палестинских беженцев в Ливане и по позициям сирийских войск, в связи с чем встал вопрос об их прикрытии.

### Ливанская война (1982)
На территории Ливана регулярных советских частей не было, однако в расквартированных здесь сирийских подразделениях находилось значительное количество советских военных советников и специалистов, которые принимали непосредственное участие в боевых действиях.
Во второй половине апреля 1981 года на территорию Ливана были введены и скрытно рассредоточены зенитно-ракетная бригада смешанного состава, два зенитно-артиллерийских полка, два радиотехнических батальона и два батальона радиоэлектронной борьбы. По утверждению Г. П. Яшкина, результат был достигнут в самое ближайшее время — были сбиты 4 израильских самолёта: три F-16 и один F-15, и цель, поставленная перед советскими зенитчиками, была достигнута: налёты на позиции сирийских войск прекратились.
В сложившейся ситуации (довольно сложной и непредсказуемой) Москва пошла на беспрецедентный шаг — подписала с Дамаском в октябре 1980 года Договор о дружбе и сотрудничестве, один из пунктов которого гласил: «Если третья сторона произведёт вторжение на территорию Сирии, то Советский Союз будет вовлечён в события». Третья сторона не называлась, но под ней подразумевался Израиль, США и страны НАТО. Но тем не менее Дамаску было твердо обещано, что уже в ближайшем будущем Сирия сможет самостоятельно, «без поддержки арабских стран», противостоять любому врагу в регионе и вести военные действия. Для этого требовались колоссальные поставки в страну советской военной техники, причем на льготных условиях. Этот договор, по мнению кандидата исторических наук В. А. Ярёменко, во многом охладил пыл израильских генералов, которые в ходе Ливанской войны 1982 года неоднократно предлагали Премьер-министру Израиля Менахему Бегину «наказать» Сирию за поддержку, оказанную палестинцам, показательным вторжением на её территорию с окружением Дамаска
8 апреля 1982 года, когда войска 40-й армии в Афганистане уже втянулись в боевые действия против моджахедов, в Сирию из Москвы пришла шифротелеграмма, информирующая Посла СССР в Сирии В. В. Юхина и Главного военного советника Г. П. Яшкина о принятии Политбюро ЦК КПСС Постановления № 723 от 8 апреля 1982 г. за подписью Л. И. Брежнева, в котором указывалось, что в целях поддержания режима Х. Асада в борьбе с антиправительственными выступлениями внутри страны и арабской реакцией признано целесообразным с советской стороны не увязывать соглашение о размещении советских военнослужащих с соглашением о поставках специальной техники, что означало буквально то, что крупный общевойсковой контингент в Сирию отправлен не будет. По свидетельству Г. П. Яшкина, прочитав это сообщение, он вздохнул с облегчением, так как общими усилиями им с В. Юхиным удалось предотвратить более масштабное втягивание СССР в ближневосточный конфликт: «Второго Афганистана теперь не будет…» — заключил он тогда.
Как и ожидалось, 5 июня 1982 г. израильтяне начали операцию под кодовым названием «Мир Галилее». Разразилась пятая арабо-израильская война. Оперативно-стратегическое руководство сирийскими войсками осуществлялось при непосредственном участии советских военных советников в центральном аппарате Министерства обороны САР и в тесном контакте с сирийским руководством. Г. П. Яшкин, характеризуя своих подчинённых, особо отмечал, что вместе со своими подсоветными многие из них демонстрировали в ходе боевых действий образцы мужества, героизма и отваги. В один из первых дней войны советник при командующем войсками в Ливане генерал-майор М. П. Носенко предложил создать в механизированных бригадах подвижные противотанковые подразделения, вооруженные советскими ПТУР «Фагот», предложение одобрил первый заместитель Министра обороны СССР маршал С. Л. Соколов. Специальными авиарейсами в Сирию уже на второй день доставили 120 ПТУРов и по 6 комплектов боеприпасов к ним. Противотанковые взводы на легковых машинах-вездеходах создали в механизированных бригадах 1-й и 3-й танковых дивизий и во вновь созданной 10-й механизированной дивизии. За несколько дней боёв они сожгли более 150 израильских танков (однако безвозвратные потери израильских танков за всю войну на всех направлениях составили 52 единицы). Только одна 21-я механизированная бригада 3-й танковой дивизии в боях на подступах к Дамасскому плато уничтожила 59 вражеских боевых машин. А 20 июля в боях за удержание шоссейной дороги «Бейрут — Дамаск» на подступах к командному пункту генерала Бирогдара противник высадил тактический десант[нужна атрибуция мнения]. Часть его просочилась в направлении ячейки управления генерала Носенко. Ячейка управления в составе пяти советских и трёх сирийских офицеров, двух экипажей радиостанций вступила в схватку. Около часа группа отражала натиск израильтян, пока не подошла танковая рота. Общими усилиями израильтяне были уничтожены. В этой схватке погибли сержанты Н. Юматов, В. Викторов и два сирийских офицера. Был ранен и М. П. Носенко. При выходе из окружения под Бхамдуном был тяжело ранен советник командира 21-й механизированной бригады 1-й танковой дивизии подполковник Л. Прокопьев. Он оказался в опасности и мог попасть в плен. Сирийские солдаты Ибрагим Саяд и Мустафа Салех под огнём израильтян около километра тащили его к своим позициям, несмотря на собственные ранения. Обессиленных, их подобрала машина национально-патриотических сил Ливана и доставила в полевой госпиталь. За жизнь советского офицера арабские хирурги боролись в течение ночи, и им удалось его спасти.

#### Общая характеристика боевого применения бронетанковых сил

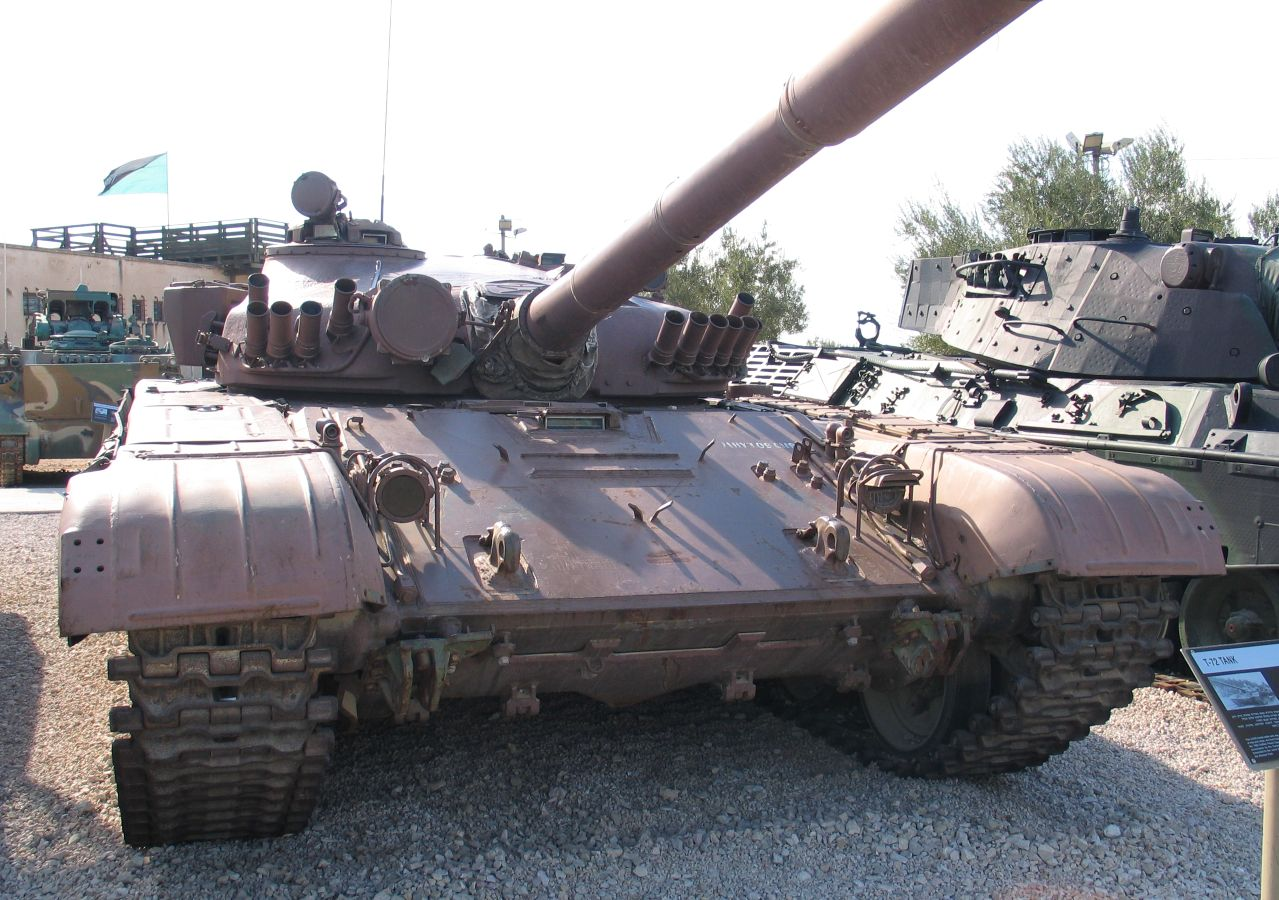
Танк Т-72 в израильском бронетанковом музее. По отзывам сирийских танкистов, в боях 1982 г. танки Т-72 показали высокую эффективность. Даже по оценке израильских специалистов они оказались малоуязвимыми как для танкового, так и для авиационного оружия. Хотя им не довелось встретиться с новейшими израильскими «Меркавами», примерно 11—12 Т-72 всё же было потеряно безвозвратно

В ходе Пятой арабо-израильской войны 1982 года, в первые два дня боёв израильтянам противостояли лишь палестинские бригады «Айн Джалут», «Хатын» и «Эль Кадиссия», вооружённые танками Т-34 и Т-54. Главные силы сирийской группировки в Ливане — три дивизии в первом эшелоне и две во втором — к началу израильского наступления находились в запасных районах. В полосе обороны остались лишь силы прикрытия, а также ложные цели — надувные, закамуфлированные под цвет местности танки, орудия и зенитные ракетные установки, покрытые металлизированной краской и снабжённые термоизлучателями, имитирующими работу двигателей. Поэтому первый авиационно-артиллерийский удар израильтян перед форсированием реки Захрани пришёлся практически по пустому месту (роль израильской авиации в данном вопросе была решающей — почти 75 % потерь сирийских танков случилось в результате ударов высокоточными авиационными боеприпасами). Главное танковое сражение развернулось утром 9 июня: за ночь сирийские войска выдвинулись из запасных районов и заняли заранее оборудованные оборонительные полосы. С рассветом четыре дивизии израильтян на фронте шириной более 100 км — от побережья Средиземного моря до горных районов Гармон — двинулись на противника. С обеих сторон в сражении участвовало около трёх тысяч танков и боевых машин пехоты. Бой продолжался весь день и не принес ни одному из противников явного успеха. В ночь с 9 на 10 июня сирийцы провели мощный артиллерийский контрудар по передовым позициям противника, а с рассветом сирийский огненный вал обрушился по второму эшелону израильтян. 10 июня их наступление было приостановлено, тем не менее к 13 июня израильская армия вышла к Бейруту и полностью завершила его окружение.
Танковые сражения Пятой арабо-израильской войны 1982 года начинались, как правило, на дальностях 1500—2000 м и заканчивались на рубеже сближения до 1000 м. По утверждению генерал-полковника Г. П. Яшкина, лично принимавшего участие в руководстве боевыми действиями в Ливане, танки Т-72 показали своё полное превосходство над бронетанковой техникой противника. Сказалась большая подвижность, лучшая защищённость и высокая огневая мощь этих машин. Так, после боя в лобовых листах некоторых Т-72 насчитывали до десяти вмятин от снарядов, тем не менее танки сохраняли боеспособность и не выходили из боя. В то же время 125-мм снаряды советских танковых пушек уверенно поражали неприятельские машины в лоб на дальности до 1500 метров. Так, по словам одного из очевидцев — советского офицера, находящегося в боевых порядках сирийских войск, — после попадания снаряда пушки Д-81ТМ с дистанции приблизительно 1200 м в танк Merkava башня последнего была сорвана с погона.
В ходе боёв в Ливане в 1982 году почти 75 % сирийских танков было поражено высокоточными авиационными боеприпасами. Опыт боевых действий показал, что перевозимые зенитные ракетные комплексы и радиолокационные станции из-за своей низкой мобильности были желанной целью для противника. В частности, в ходе операции «Арцав-19» 7-11 июня 1982 г. по стационарной группировке ПВО Сирии «Феда», расположенной в долине Бекаа (Ливан), во время израильской операции «Арцав-19» активно наносились внезапные ракетно-артиллерийские удары, ракетами «земля-земля», а также огнём дальнобойной и реактивной артиллерии, применившей шариковые и кассетные боеприпасы с инфракрасным и лазерным наведением. Для обнаружения зенитно-ракетных дивизионов авиация Израиля использовала имитаторы ложных целей и БПЛА с телекамерами на борту. Как правило, самолёты не входили в зону поражения ЗРК, а наносили удары с большой дальности с помощью высокоточных управляемых или самонаводящихся ракет. Вскоре, однако, благодаря специалистам советской оборонной отрасли стали осуществляться перехваты управления израильских ракет с телевизионной системой наведения и БПЛА. Один беспилотный летательный аппарат даже удалось посадить во дворе возле Штаба Главного военного советника.

#### Противодействие средствам воздушного нападения и разведки противника

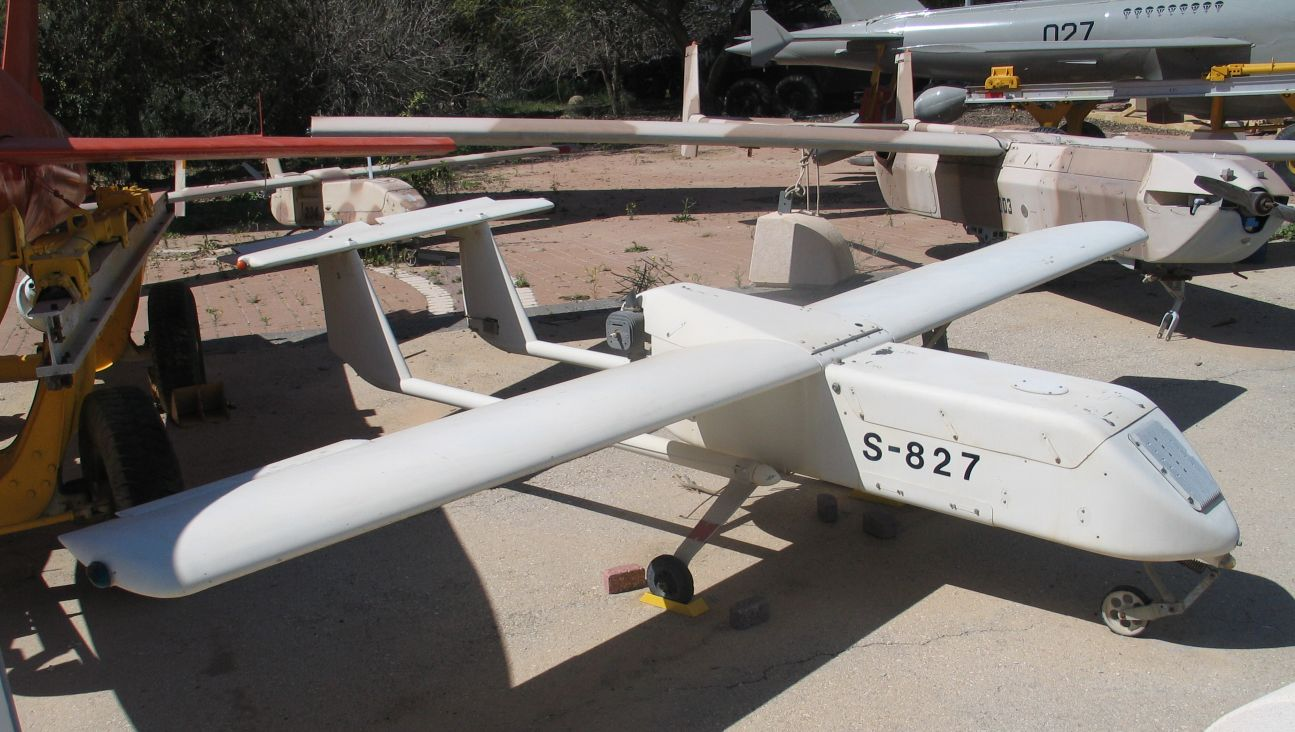
Израильтяне активно применяли беспилотные летательные аппараты (БПЛА) IAI Scout, Ryan Firebee, Tadiran Mastiff (на представленном снимке) для разведки, целеуказания и дальнейшего уничтожения стартовых позиций советских средств ПВО

После того, как основные боевые действия на земле закончились и начался переговорный процесс, израильская военная авиация продолжала наносить удары по позициям сирийских войск. Отпор им давали контролируемые советскими военными специалистами силы ПВО САР.
Израиль широко использовал беспилотные летательные аппараты (БПЛА), как для вскрытия системы ПВО Сирии, так и в качестве ложных целей. Наряду со средствами радиоэлектронного противодействия, против ЗРК «Оса-АК», дислоцированных в Южном Ливане, Израиль применял разнообразные тактические приемы, направленные на снижение боеспособности комплекса, в частности, массовый пуск БПЛА, имитирующих налёт боевых самолётов с последующей атакой ударной авиации на позиции израсходовавших боекомплект ЗРК.
Уничтоженная боевая техника оперативно заменялась новыми прибывающими партиями. При этом, как отмечает проф. Р. Э. Канет, Советский Союз не просто заменил уничтоженную и вышедшую из строя технику, он прислал необходимое количество специалистов, для того чтобы было кому сесть за рычаги этой новейшей техники.

#### Применение ретрансляторов на аэростатах в интересах истребительной авиации
Сирийские летчики с авиабазы Думейра часто вылетали в район долины Бекаа. Однако, как только они уходили за горный хребет, связь с ними терялась, что фактически ставило воздушные операции под угрозу срыва. В начале 1980-х гг. советское военное руководство уже достаточно хорошо знало о возможностях воздухоплавательной техники. Ретрансляторы «Выпь-П» на привязных аэростатах, использовавшиеся на границе с Афганистаном для связи с уходящими за границу авиаэскадрильями успешно себя зарекомендовали в ходе боевых действий. Начальник Воздухоплавательной службы ВВС СССР генерал-майор В. Жевагин предложил использовать уже опробованный метод подъёма ретранслятора на аэростате для устранения «мёртвых зон» в обеспечении связи и в Сирии. В одном из заброшенных капониров был устроен искусственный водоем для добычи водорода к аэростатам АЗ-55 (сирийцы называли его «хабир-баллон»). Каждое утро такой баллон поднимался в небо вместе с ретранслятором «Выпь-П», и как следствие появилась устойчивая связь с самолётами. Потери от огня израильтян свелись практически к нулю. В связи с непривычными климатическими условиями не обходилось и без происшествий. В один из дней неожиданно для всех аэростат взорвался в воздухе на высоте более двух километров. Раскрывшаяся оболочка сыграла роль парашюта, и ретранслятор плавно опустился на землю — погнулась всего лишь одна антенна. Расследование этого инцидента показало, что причиной взрыва оказались высокая температура и солнечная радиация, повлиявшие на крепость швов баллона.
Ливанская война 1982 года показала, что сирийские пилоты-истребители были «ослеплены» и дезориентированы израильскими средствами радиоэлектронного подавления. Без связи с наземными пунктами управления сирийские пилоты были в полном неведении относительно воздушной и наземной обстановки.
Как и в большинстве подобных случаев, оценки результатов и потерь авиации существенно различаются. Израиль заявил о 30 уничтоженных зенитно-ракетных комплексов и более чем 80 сбитых самолётах[что?] противника, при потере всего одного штурмовика (причём сбитого не сирийской армией, а палестинскими боевиками). Оценки, данные Сирийским арабским информагентством (САНА), были несколько иными, к примеру, 9 июня 1982 г., в день кульминации противостояния ПВО Сирии и ВВС Израиля, САНА сообщило, что авиация Сирии потеряла 14 самолётов при 19 сбитых израильских. Американские источники, включая аналитический доклад, подготовленный Rand Corporation для командования ВВС США, поддерживает израильские данные, а сирийские и советские СМИ обвиняет в систематической фальсификации сообщений:15-17. Несмотря на большое количество сообщений о сбитых самолётах, и то, что большинство столкновений происходило над контролируемой сирийцами долиной Бекаа, сирийская сторона не предоставила никаких материальных доказательств хотя бы одной воздушной победы.

#### Работа специалистов по радиотехнической разведке

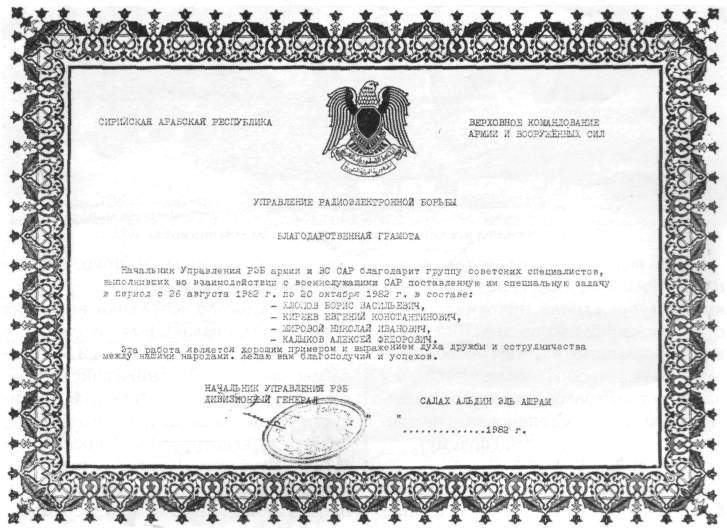
Начальник управления РЭБ ВС САР, дивизионный генерал С. А. эль Ашрам высоко оценил результаты работы группы специалистов ЦНИИ-108, поставил её в пример другим и на прощание подписал благодарственную грамоту, в которой, назвав всех поименно, отметил выполнение поставленной спецзадачи

Проанализировав опыт боевых действий 1982 года, в СССР пришли к выводу о необходимости усиления работы на фронте радиоэлектронной борьбы, в частности подавления израильских радиолокационных средств и оснащения сирийской авиации средствами инфракрасного противодействия:14.
Группа советских военных специалистов по радиотехнической разведке (РТР) под руководством научного сотрудника ЦНИИ-108 Е. К. Киреева и инженеров Б. В. Хлопова и Н. И. Мирового, позже на месте к работе группы подключился сотрудник Воронежского военного ЦНИИИ-5 подполковник В. И. Салтаганов, была направлена в Сирию во второй половине августа 1982 года для исследования радиолокационной аппаратуры американского самолёта Е-2C Hawkeye. При помощи этой системы израильские ВВС в течение лишь одной воздушной атаки уничтожили около десяти самоходных зенитных установок «Шилка». Все они были уничтожены в ходе боевой операции, проведенной по типовому сценарию, с применением средств радиоэлектронной борьбы. Со стороны Израиля выбросили дипольные отражатели, и созданные ими облака имитировали видимость массированного налёта израильской авиации. Сирийское командование отдало приказ включить в боевой режим радиолокаторы всех средств ПВО. Налёта за этим не последовало. Но израильский самолёт с аппаратурой радиолокационной разведки Е-2C Hawkeye, пролетевший на дальнем расстоянии от сирийских средств ПВО, установил положение объектов, в том числе и «Шилок», также работавших на излучение. После этого вылетели истребители-бомбардировщики с самонаводящимися ракетами AGM-45 Shrike и управляемыми планирующими бомбами AGM-62 Walleye на борту и провели по ним ракетно-бомбовую атаку. Уничтожение «Шилок» нанесло ощутимый удар по престижу советских средств ПВО. В срочном порядке требовалось понять принцип работы этой радиолокационной системы и найти пути её нейтрализации или способы противодействия. Исследования группы проводились с 26 августа по 20 октября 1982 года. В результате были выявлены диапазон рабочих частот Hawkeye, параметры излучаемых сигналов и другое, что позволило разработать новые методы и способы повышения живучести средств ПВО и эффективности их использования.

### Операция «Кавказ-2» (1982—1983)

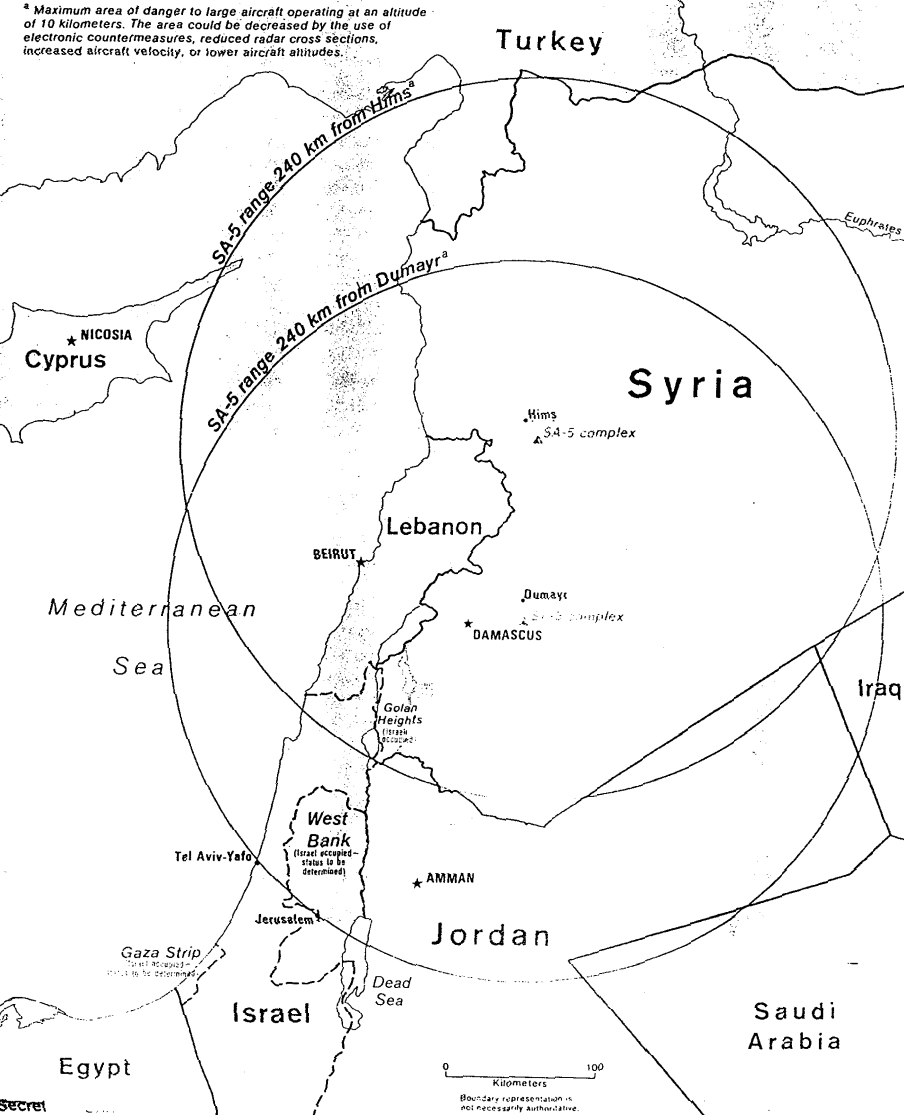
Секретная карта ЦРУ: Радиус охвата ЗРК С-200 воздушного пространства над Сирией и прилегающими странами, частями дислоцированными в Хомсе на севере Сирии, и в Думейре на юге страны (40 км к северо-востоку от Дамаска)

В сложившейся обстановке Сирия ожидала от СССР увеличения помощи, пропорциональной возникшей угрозе. Поначалу СССР ограничился лишь увеличением технической помощи, но в самом СССР шли интенсивные подготовительные мероприятия. На основании Постановления Правительства СССР № 897—246 от 28 сентября 1982 г. и Директивы МО СССР № 312/4/00836 от 25 ноября 1982 г. на базе частей Московского округа ПВО было начато формирование двух зенитно-ракетных полков дальнего действия ЗРК С-200. В конце октября 1982 года посол СССР В. В. Юхин и главный военный советник Г. Яшкин были вызваны в Москву. После докладов о сложившейся обстановке в Москву пригласили сирийское руководство, и в советско-сирийском военном сотрудничестве наступил новый этап. Тогда же, в октябре, в ходе московских переговоров президента Сирии Х. Асада с членом Политбюро Ю. В. Андроповым было принято решение о прямом военном участии СССР в конфликте. Решение вопросов по переброске в САР группировки сил ПВО было возложено на генерала В. М. Красковского, а со стороны Министерства морского флота СССР — на заместителя министра B. C. Зборащенко. В начале января 1983 года в Сирию под легендой проведения военных учений «Кавказ-2» был направлен восьмитысячный контингент советских войск — Советский Союз фактически взял на себя охрану воздушного пространства Сирии. Контингент включал в себя два зенитно-ракетных полка, вооружённых сверхдальними комплексами С-200ВЭ (это была первая поставка ракетного комплекса С-200 за пределы Советского Союза), ракетно-техническую базу, а также вертолётные и наземные подразделения радиоэлектронной борьбы. Отправка происходила из порта города Николаев. Перекрасив технику под цвет пустыни, её погрузили на корабли. 10 января 1983 года в обстановке строжайшей секретности 220-й полк прибыл в порт Тартус. Под прикрытием сирийских войск колонна с советскими военнослужащими прибыла на место дислокации под городом Думейр, в 40 км западнее Дамаска. При вводе советских частей ПВО в Сирию, советским военнослужащим было приказано забыть о воинских званиях и военной форме. Весь контингент прибыл в страну тайно под видом туристов. Через месяц, в феврале, в Сирию прибыл второй караван кораблей, на борту которых находился 231-й зенитно-ракетный полк. 220-й полк осуществлял прикрытие и защиту 231-го полка во время разгрузки в порту, передвижения в город Хомс и развёртывания на боевое дежурство в 5 км восточнее города. Вскоре прибыли и другие воинские части: технический полк, вертолётная эскадрилья РЭБ, подразделения РЭБ наземного базирования. Закрытые военные городки, в которых находились зенитно-ракетные полки, очень хорошо охранялись, проникнуть туда несанкционированно было практически невозможно. Части напрямую подчинялись командующему войсками ВВС и ПВО САР. Только он мог отдать команду на применение С-200, которые сирийцы называли «оружием президента».

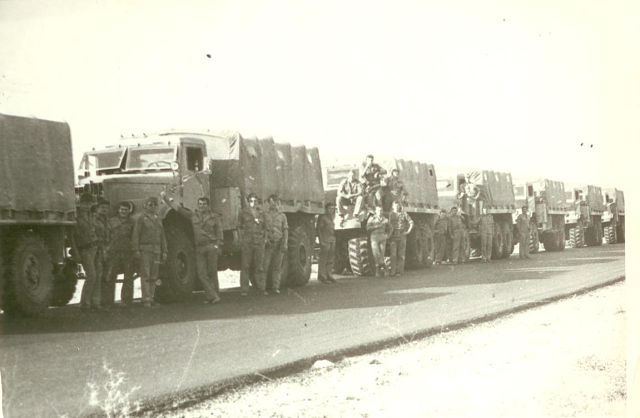
Военнослужащие 220-го зрп в колонне грузовиков на марше в Сирии

Подразделения радиоэлектронной борьбы были размещены на Голанском плато[уточнить] и в долине Бекаа и в дальнейшем хорошо себя зарекомендовали в плане успешного боевого применения.
Основная задача зенитно-ракетных полков заключалась в том, чтобы пресечь нарушения воздушных границ САР. Это сковывало руки израильтян, делая начало массовых военных действий всё менее вероятным. На территорию Ливана регулярные советские части не вводились, но в сирийских частях и подразделениях находились многочисленные советники, принимавшие активное участие в боевых действиях. О появлении советских зенитно-ракетных полков моментально стало известно Израилю, который запретил полёты своей авиации в 250-километровом радиусе эффективного поражения. Появление этих ЗРК в Сирии сразу же заставило американцев перебазировать свои авианосцы и другие боевые корабли на значительное расстояние от сирийских берегов, и привело к сокращению нарушений сирийских воздушных границ израильской авиацией, а самолёты дальнего радиолокационного обнаружения и управления (AWACS) вообще стали летать только над Средиземным морем. «Теперь нас защищает лапа советского медведя», — с удовлетворением комментировал впоследствии прибытие советских зенитно-ракетных полков вице-президент САР А. Х. Хаддам.
Имевший радиус действия свыше 180 км и способный уничтожать израильские самолёты ещё на подлёте к сирийскому воздушному пространству в Израиле и на побережье Ливана, комплекс С-200 до этого не вывозился за пределы СССР и представлял серьёзную проблему для израильских и американских самолётов ДРЛО E-2 Hawkeye и E-767, в то же время то обстоятельство, что комплексы С-200 обслуживались советскими, а не сирийскими военными, являлось для Израиля весьма мощным сдерживающим фактором:14. В газете New York Times вышел ряд публикаций, в частности за авторством Джудит Миллер и Р. У. Эйпла-мл., о том, что советские части, вооружённые С-200, были неподотчётны сирийскому руководству и подчинялись Москве напрямую.
Генерал-полковник В. М. Красковский сообщает, что с целью координации вопросов, связанных с участием советских сил и средств, в Сирии были созданы две оперативные группы. Оперативную группу в Главкомате возглавил заместитель Главкома генерал-полковник авиации Б. В. Бочков, в Дамаске — генерал-лейтенант К. С. Бабенко. Заместителем генерала Б. В. Бочкова был назначен сам генерал В. М. Красковский. В его функции входили постоянное поддержание связи с генералом Бабенко и непосредственное руководство группой по выработке рекомендаций советским силам ПВО в Сирии по отражению возможного удара с воздуха.
Как отмечают доктор военных наук, профессор, заслуженный деятель науки РФ генерал-майор В. Д. Рябчук и кандидат военных наук полковник В. И. Ничипор, даже мощнейшие американские вооружения не помогли Израилю избежать поражения в Ливане.
Полковник И. И. Тетерев, командовавший в Сирии 220-м зенитно-ракетным полком, отметил, что выполняя боевую задачу по оказанию САР интернациональной помощи, советские зенитчики регулярно несли боевое дежурство. По его словам, личный состав полков нёс службу в полевых, неимоверно трудных условиях, в обстановке высокого нервного напряжения, вдали от Родины, без семей, без отпусков, с минимальными сроками готовности к открытию огня.

### Действия против многонациональных сил в Ливане (1983—1984)

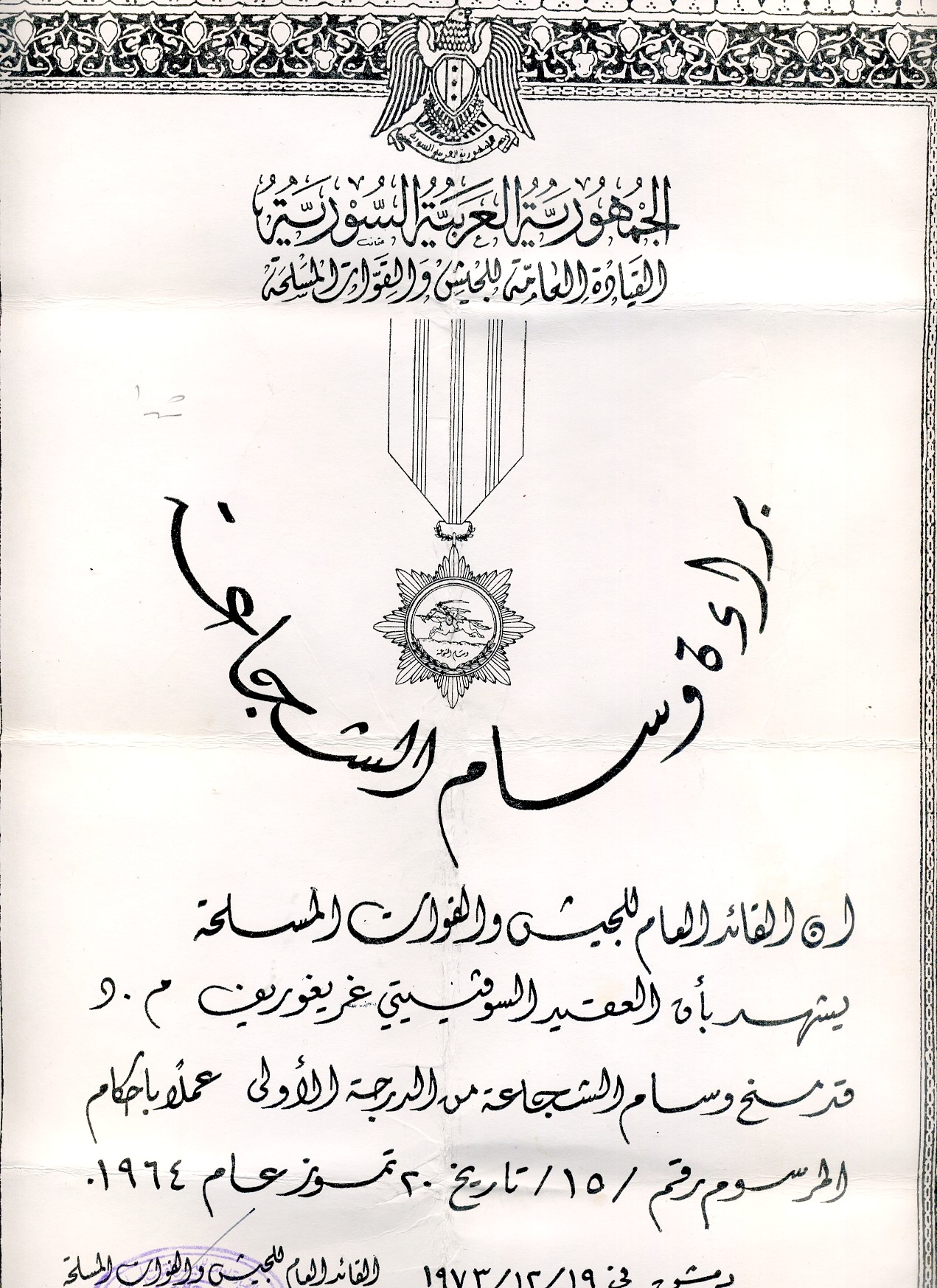
Указ Президента Сирии о награждении советского военнослужащего высшим военным отличием страны — званием Героя Сирийской Арабской Республики

В 1982 году для наблюдения за выводом из Бейрута палестинских милиций в городе высадилась международная миротворческая группировка, состоящая из военнослужащих США, Франции и других стран.
После заключения израильско-ливанского договора и отхода израильских сил из района Шуф к югу от Бейрута раскрутился новый виток Горной войны (англ. Mountain War) между ливанской армией и шиитско-друзскими милициям, поддерживаемыми сирийцами.
В декабре 1983 года для поддержки ливанской армии объединённые силы военно-морской группировки США, Англии, Франции, Италии начали морскую блокаду побережья Ливана.
Корабельная артиллерия во взаимодействии с бомбардировочной авиацией стала наносить массированные удары по шиитским и друзским милициям и сирийским войскам, занимающим оборону в горных районах Санины, прикрывающим автомагистраль Дамаск-Бейрут; ещё раньше, в ноябре, были нанесены авиаудары по сирийским войскам и силам Стражей Исламской революции, находившимся в долине Бекаа. Сирийцы нанесли ряд ответных ударов по корабельной группировке США, и их ПВО действовало против палубной авиации.
4 декабря 1983 года во время авианалёта на позиции сирийских войск в Ливане силами 3-го и 6-го авиакрыльев, огнём советских средств ПВО были уничтожены штурмовики A-7 Corsair II и A-6 Intruder — это были первые за десять лет (с января 1973 года) потери палубной истребительно-бомбардировочной авиации ВМФ США со времён Войны во Вьетнаме.
| Эффективность боевых стрельб ЗРВ по типам сбитых самолётов (декабрь 1983 г.) | Эффективность боевых стрельб ЗРВ по типам сбитых самолётов (декабрь 1983 г.) | Эффективность боевых стрельб ЗРВ по типам сбитых самолётов (декабрь 1983 г.) | Эффективность боевых стрельб ЗРВ по типам сбитых самолётов (декабрь 1983 г.) | Эффективность боевых стрельб ЗРВ по типам сбитых самолётов (декабрь 1983 г.) | Эффективность боевых стрельб ЗРВ по типам сбитых самолётов (декабрь 1983 г.) | Эффективность боевых стрельб ЗРВ по типам сбитых самолётов (декабрь 1983 г.) | Эффективность боевых стрельб ЗРВ по типам сбитых самолётов (декабрь 1983 г.) |
| США                                                                          | США                                                                          | США                                                                          | США                                                                          | США                                                                          | США                                                                          | Израиль                                                                      | Франция                                                                      |
| BQM-34                                                                       | A-6                                                                          | A-7                                                                          | F-14                                                                         | F-4                                                                          | E-2                                                                          | н/д                                                                          | SEM                                                                          |
| ---------------------------------------------------------------------------- | ---------------------------------------------------------------------------- | ---------------------------------------------------------------------------- | ---------------------------------------------------------------------------- | ---------------------------------------------------------------------------- | ---------------------------------------------------------------------------- | ---------------------------------------------------------------------------- | ---------------------------------------------------------------------------- |
| 11                                                                           | 5                                                                            | 1                                                                            | 3                                                                            | 1                                                                            | 1                                                                            | 4                                                                            | 2                                                                            |
| Первый в мировой истории сбитый самолёт такого типа.                         |                                                                              |                                                                              |                                                                              |                                                                              |                                                                              |                                                                              |                                                                              |

По данным Г. Яшкина, за шесть суток активных боевых действий ракетчики сбили девять американских самолётов, в том числе пять А-6 Intruder, три F-14 Tomcat, один F-4 Phantom II, кроме того, четыре израильских и два французских палубных истребителя Super Étendard. В воздушных боях на МиГ-23МЛД сирийские пилоты, подготовленные советскими военными, якобы сбили четыре израильских самолёта — три F-15 Eagle и один F-14 Tomcat, не потеряв ни одного своего (отметим, что самолёты F-14 никогда не состояли на вооружении в Израиле). Перед блокадой американцы массированно применили беспилотные самолёты-разведчики AQM-34, которые барражировали над позициями сирийских войск в Ливане, а также над советскими ЗРК в Сирии. Дивизионами непосредственного прикрытия «Оса» было сбито одиннадцать беспилотных самолётов. 202-й зрп доложил о поражении пуском одной ракеты на дальности 190 км самолёта раннего предупреждения E-2 Hawkeye, но ни США, ни Израиль не подтвердили потери самолётов этого типа. На этом полёты самолётов США и Израиля прекратились — поставленная перед зенитчиками цель была достигнута.
После высадки в Бейруте многонациональных сил непосредственную помощь палестинцам оказали ВВС Сирии, в частях которых находились советские советники и специалисты[уточнить].
Всё изменилось в январе 1983 г., когда СССР направил в Сирию три полка ЗРК С-200. После первого же включения локаторов С-200 полёты самолётов дальнего радиолокационного обнаружения над Ливаном и вдоль сирийской границы и нарушения беспилотными самолётами-разведчиками сирийской границы прекратились.

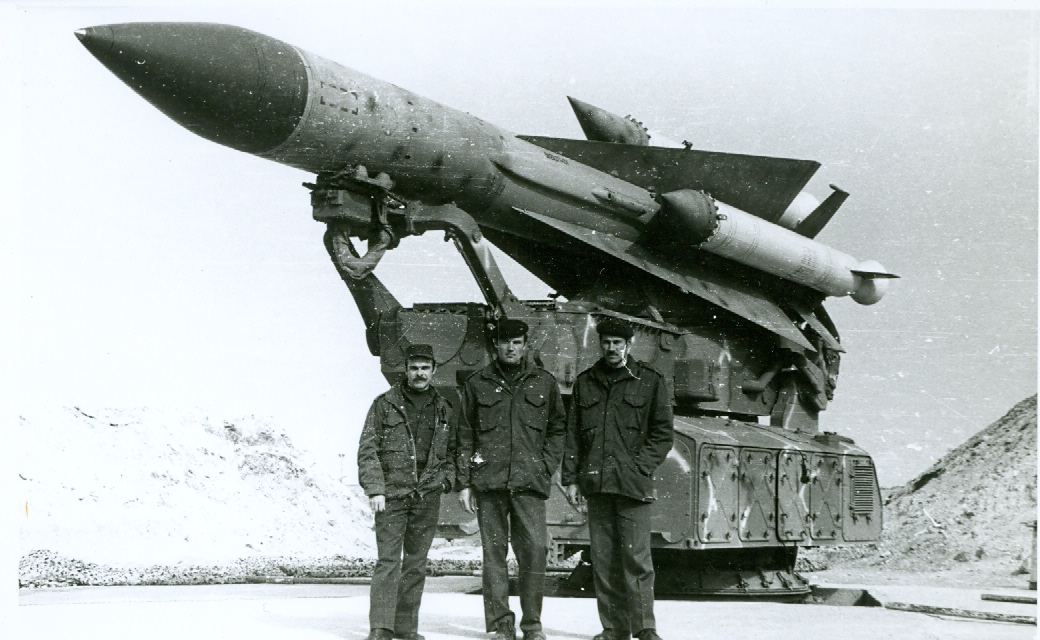
1983 год на Ближнем Востоке стал триумфом для новой советской зенитно-ракетной системы С-200 «Вега-М», — отмечают военные обозреватели И. Булавинов и М. Шестериков

В феврале 1984 года шиитские и друзские отряды возобновили боевые действия в районе Бейрута, а ливанская армия начала разваливаться, в результате многонациональные силы, не добившись стабилизации обстановки, были выведены из Бейрута. После их ухода присутствие советских войск на сирийской территории теряло актуальность, и к июлю 1984 года они также были возвращены на родину. В то же время в стране продолжали работать советские военные специалисты и советники. Так, например, в 1985—1986 годах в Сирии по просьбе президента Асада находилась группа специалистов, в задачи которой входили поиск, обезвреживание и демонтаж электронных систем прослушивания, установленных западными разведками. Все эти подслушивающие устройства были закамуфлированы под местные предметы и заминированы на неизвлекаемость. Попытки сирийцев снять некоторые из них самостоятельно закончились трагически: несколько человек погибли и получили ранения. В результате работы советской группы под руководством сотрудника Гостехкомиссии капитана 1-го ранга А. Ф. Токаря были обследованы основные правительственные и военные линии связи, обнаружено и обезврежено более десяти подслушивающих устройств различной модификации и маркировки. За эту работу все члены группы, участвовавшие в операции, были награждены сирийскими наградами.
Осенью 1983 года израильтяне вывели свои войска с занятых ими ранее позиций, расположившись в Южном Ливане (где они находились до 2000 года), стратегическая инициатива перешла к Сирии. Руководство Сирии, ободрённое поддержкой Советского Союза, своеобразно воспользовалось достигнутыми успехами, из глухой обороны перейдя в «наступление» на дипломатическом фронте и начав открыто угрожать Израилю и подкреплять свои угрозы, в частности, тем, что в сирийской печати открыто заявлялось, что за Сирией стоит весь советский ракетно-ядерный потенциал. Руководство Советского Союза, которое ввело контингент с целью стабилизации обстановки в регионе, с тем, чтобы сбалансировать силы противоборствующих сторон, и не ставившее целью эскалацию арабо-израильского конфликта с непредсказуемыми последствиями для всего мира, приняло решение вывести регулярные советские войска, оставив в стране только существенно ограниченную по численности группу советников и специалистов, достаточную для организации обороны страны в случае израильской агрессии, но слишком малую для обеспечения самостоятельных (наступательных) действий сирийских войск. Решение советского руководства явилось для сирийского руководства полной неожиданностью и даже вызвало некоторую растерянность. Однако Москва поспешила успокоить Дамаск, сообщив, что войска останутся до лета 1984 года. За это время предполагалось передать всю материальную часть сирийским военнослужащим и провести с ними необходимые курсы переподготовки с тем, чтобы те освоили переданную им советскую технику. В июле 1984 года весь личный состав регулярных советских воинских частей покинул территорию Сирийской Арабской Республики. По свидетельству полковника И. И. Тетерева, в то время командовавшего 220-м зрп, его подчинённые и коллеги с честью выполнили боевую задачу. Около 80 % офицеров, прапорщиков, солдат и сержантов были поощрены орденами и медалями САР, многие награждены орденами и медалями СССР.

### Мирное пятилетие на Ближнем Востоке (1985—1990)
С 1985 г. в Сирию, на аэродром Тифор, перебазировался 30-й отдельный морской разведывательный авиационный полк ВМФ СССР, после чего начались регулярные вылеты советских морских авиаразведчиков Ту-16Р на боевую службу в Средиземное море с задачей воздушной разведки и выявления районов действия авианосных соединений и корабельных группировок ВМС НАТО.

### Война в Персидском заливе (1990—1991)
В ноябре 1990 года в Сирию приезжала советская делегация во главе с Министром обороны Маршалом Советского Союза Д. Т. Язовым. В состав делегации входили заместитель Министра обороны СССР — Главнокомандующий войсками ПВО СССР генерал армии И. М. Третьяк, командующий зенитно-ракетными войсками ПВО СССР генерал-полковник Р. С. Акчурин и другие высокопоставленные военные чиновники. В это время в регионе шла активная подготовка к операции «Буря в пустыне», в которой Сирия участвовала на стороне Многонациональных сил во главе с США. Установка советским военным советникам была дана следующая: максимально владеть информацией и ни во что не вмешиваться. В сирийском воздушном пространстве продолжали появляться израильские БПЛА, которые успешно сбивались ПВО САР при помощи советских военных.

## Пребывание российских военнослужащих в Сирии после распада СССР
720-й пункт материально-технического обеспечения ВМФ СССР (ПМТО) в порту Тартус создавался для обеспечения 5-й Средиземноморской эскадры ВМФ СССР, которая в один из периодов доросла до размеров флотилии. В тот период база была востребована как никогда: в Средиземном море постоянно несли боевую службу корабли Северного, Черноморского и Балтийского флотов. В Тартус и на его рейд для отдыха экипажей, ремонта и пополнения запасов продовольствия и воды заходили десятки кораблей и судов, включая флагман советского флота, тяжёлый авианесущий крейсер «Адмирал Флота Советского Союза Кузнецов». Вместе с ПМТО задачи обслуживания и обеспечения советских экипажей решал дивизион, куда входили вспомогательные суда.

## Руководство и структура военно-советнического аппарата
| Звание                                                                                               | Имя           | Годы      |
| --- | ------------- | --------- |
| Старший Группы советских военных специалистов в Вооружённых силах Сирии араб. كبير الخبراء العسكريين‎ |               |           |
| полковник                                                                                            | Т. Козловский | 1956—1957 |
| полковник                                                                                            | Н. Ульянов    | 1959—1961 |
| генерал-майор                                                                                        | В. Андрющенко | 1961—1963 |
| генерал-лейтенант                                                                                    | В. Шанин      | 1963—1964 |
| генерал-майор                                                                                        | С. Белоножко  | 1964—1967 |

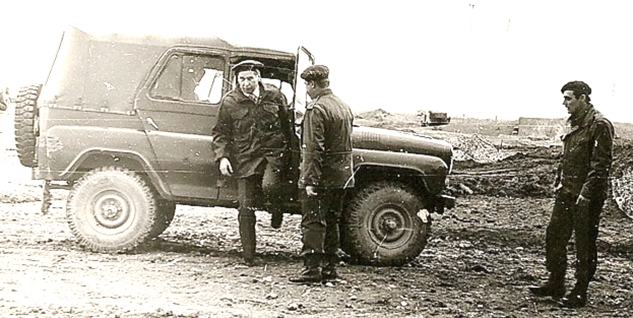
Начальник Генштаба ВС СССР Маршал Советского Союза Н. В. Огарков инспектирует войска

| Главный военный советник араб. كبير المستشارين العسكريين السوفييت‎                                    |               |           |
| генерал-полковник                                                                                    | М. Фроленков  | 1967—1970 |
| генерал-лейтенант                                                                                    | С. Магометов  | 1970—1972 |
| генерал-лейтенант                                                                                    | В. Макаров    | 1972—1974 |
| генерал-лейтенант                                                                                    | М. Терещенко  | 1974—1977 |
| генерал-лейтенант                                                                                    | В. Будаков    | 1977—1980 |
| генерал-полковник                                                                                    | Г. Яшкин      | 1980—1984 |
| генерал-полковник                                                                                    | В. Гордиенко  | 1984—1986 |

| Звание                                                                             | Имя           | Годы      |
| ---------------------------------------------------------------------------------- | ------------- | --------- |
| генерал-лейтенант                                                                  | Е. Смирнов    | 1986—1988 |
| Руководитель аппарата советских военных советников в Сирийской Арабской Республике |               |           |
| генерал-лейтенант                                                                  | В. Копылов    | 1988—1991 |
| генерал-лейтенант                                                                  | В. Цветков    | 1991—1992 |
| Главный военный советник                                                           |               |           |
| генерал-полковник                                                                  | Ф. Марковский | 1993      |
| генерал-лейтенант                                                                  | В. Суворов    | 1993—1995 |
| генерал-полковник                                                                  | А. Богданов   | 1996—1999 |
| генерал-лейтенант                                                                  | В. Якушев     | 1999—2000 |
| генерал-лейтенант                                                                  | А. Зайцев     | 2000-2002 |
| генерал-лейтенант                                                                  | А. Усков      | 2004—2007 |
| генерал-лейтенант                                                                  | А. Лукин      | 2007—2010 |
| генерал-полковник                                                                  | Н. Ткачёв     | 2010—2012 |
| С лета 2012 года деятельность Аппарата ГВС в Сирии была временно прекращена        |               |           |

Первую группу советских военных специалистов возглавлял старший группы (СГ СВС) в звании полковника. Организационно его должность так и называлась «старший Группы советских военных специалистов» (араб. كبير الخبراء العسكريين‎) и особого статуса не предусматривала. В дальнейшем, с увеличением советского военного присутствия, по аналогии с другими странами, с которыми СССР осуществлял военно-техническое сотрудничество, руководителем группы был Главный военный советник (ГВС) в чине не ниже генерал-лейтенанта. В разное время должности Главного военного советника (араб. كبير المستشارين العسكريين السوفييت‎) и советника Министра обороны Сирии (араб. مستشار وزير الدفاع السوري‎) структурно обособляли как две отдельные, либо, наоборот, сводили воедино. Должность руководителя военно-советнического аппарата в 1970-х гг. полностью именовалась «Главный военный советник в Вооружённых силах — советник Министра национальной обороны САР»: этим подчёркивалось его положение советника при Президенте Сирии — Верховном главнокомандующем ВС САР — и одновременно советника при Министре обороны. В отдельные периоды военных действий при Штабе Главного военного советника находилась оперативная группа управления от 5-й Средиземноморской эскадры ВМФ СССР. В перестроечные годы должность Главного военного советника носила название «руководитель аппарата советских военных советников в Сирии».
Главный военный советник в Сирии назначался Министром обороны СССР, а круг текущих и долгосрочных задач ему ставил Начальник Генерального штаба ВС СССР. Генерал-полковник Г. П. Яшкин так описывает своё назначение на должность: 10 октября 1980 года в Москве с ним, уже ранее утверждённым Министром обороны СССР Д. Ф. Устиновым кандидатом на этот пост, встретился Начальник Генштаба Маршал Советского Союза Н. В. Огарков, который поставил перед ним конкретную задачу — создать в сирийских вооружённых силах организованный, знающий, работоспособный и дисциплинированный коллектив военных советников. На этой основе в самое короткие сроки развернуть современную оргштатную структуру с учётом боевых возможностей поступающей в Сирию советской военной техники, разработать новые формы и способы ведения боевых действий с конкретным противником.
Главный военный советник поддерживал тесные контакты и с Министром обороны САР, и с Генеральным штабом, и с командующими видами вооружённых сил, и с начальниками родов войск. Ему непосредственно подчинялись старшие советники при командующих Военно-морскими силами, Военно-воздушными силами и Войсками противовоздушной обороны, а также советники при управлениях Генерального штаба. При нём работал небольшой по численности штаб (Аппарат ГВС), возглавляемый начальником штаба — советником начальника генерального штаба армии и вооруженных сил, который руководил советниками при управлениях Генерального штаба САР.
| Виды и количество мероприятий, проведённых Главным военным советником в Сирии в сер. 1970-х гг.        | Виды и количество мероприятий, проведённых Главным военным советником в Сирии в сер. 1970-х гг. | Виды и количество мероприятий, проведённых Главным военным советником в Сирии в сер. 1970-х гг. | Виды и количество мероприятий, проведённых Главным военным советником в Сирии в сер. 1970-х гг. | Виды и количество мероприятий, проведённых Главным военным советником в Сирии в сер. 1970-х гг. |
| Виды мероприятий                                                                                       | Количество по годам                                                                             | Количество по годам                                                                             | Количество по годам                                                                             | Количество по годам                                                                             |
| Виды мероприятий                                                                                       | 1974                                                                                            | 1975                                                                                            | 1976                                                                                            | 1977                                                                                            |
| --- | ----------------------------------------------------------------------------------------------- | ----------------------------------------------------------------------------------------------- | ----------------------------------------------------------------------------------------------- | ----------------------------------------------------------------------------------------------- |
| Встречи с Верховным главнокомандующим ВС САР — Президентом Сирии                                       | —                                                                                               | 2                                                                                               | 2                                                                                               | 2                                                                                               |
| Участие в учениях, работа в войсках и на флоте                                                         | 10                                                                                              | 45                                                                                              | 65                                                                                              | 29                                                                                              |
| Деловые встречи                                                                                        |                                                                                                 |                                                                                                 |                                                                                                 |                                                                                                 |
| — с Министром обороны САР                                                                              | 17                                                                                              | 41                                                                                              | 65                                                                                              | 35                                                                                              |
| — с заместителями Министра обороны САР                                                                 | 4                                                                                               | 20                                                                                              | 10                                                                                              | 6                                                                                               |
| — с начальником Генерального штаба ВС САР                                                              | 6                                                                                               | 31                                                                                              | 10                                                                                              | 6                                                                                               |
| — с командующим ВВС и ПВО САР                                                                          | 3                                                                                               | 5                                                                                               | 6                                                                                               | 2                                                                                               |
| — с командующим ВМФ САР                                                                                | 2                                                                                               | 4                                                                                               | 2                                                                                               | 3                                                                                               |
| — с начальниками управлений МО и ГШ ВС САР                                                             | 18                                                                                              | 19                                                                                              | 38                                                                                              | 40                                                                                              |
| — с начальником политуправления ВС САР                                                                 | 1                                                                                               | 5                                                                                               | 3                                                                                               | 7                                                                                               |
| Работа в дивизиях, бригадах и полках, беседы и обмен мнениями с командирами частей и соединений ВС САР | 11                                                                                              | 50                                                                                              | 70                                                                                              | 35                                                                                              |

### Структура Аппарата Главного военного советника
Для нормальной работы самого Аппарата ГВС в его штат входили:
- Заместитель ГВС по политической работе в звании генерал-майора, в подчинении которого были: секретарь объединённой профорганизации (то же самое, что парторганизации) в звании полковника и лектор-пропагандист (полковник);
- Начальник оперативного отдела (полковник) с 2-3 офицерами;
- Начальник финансового отдела с 2 офицерами;
- Офицер, выполнявший административно-хозяйственные функции с прапорщиком;
- Референт-переводчик, являвшийся одновременно начальником военных переводчиков;
- Офицер по секретному делопроизводству;
- Начальник особого отдела с двумя офицерами;
- Начальник узла связи с офицерами-связистами и подразделением советских солдат срочной службы;

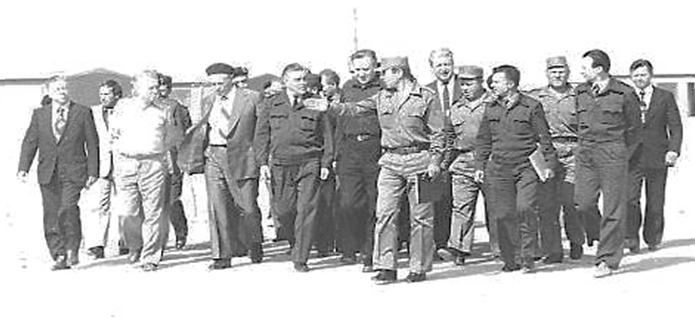
Высшее руководство Войск ПВО СССР и Министерства обороны СССР не оставляло без своего внимания части, дислоцированные в Сирии

Солдаты осуществляли охрану здания Аппарата ГВС снаружи и изнутри и несли караульную службу на УС. Все перечисленные категории с местной стороной, как правило, никаких контактов не имели, а работали только в интересах Аппарата. Количественные и структурные изменения в руководстве Аппарата ГВС происходили в зависимости от складывающих обстоятельств, текущих и будущих задач, и в зависимости от требований военного времени.
По окончании военных действий 1973—1974 гг., руководство советским военно-советническим аппаратом и сирийская военно-политическая верхушка пришли к единому выводу о необходимости регулярных встреч Министра обороны САР с руководящим составом военных советников для ознакомления их с военно-политической обстановкой в стране и регионе, и задачами, стоящими перед армией и флотом. Такие встречи стали проводиться накануне летнего и зимнего периодов обучения и в конце года. Присутствовали также высокопоставленные сотрудники Посольства СССР в Сирии и военный атташе Посольства СССР в Сирии. Такие встречи позволяли налаживать совместную работу исходя из единого понимания целей и задач боевой подготовки, положительно влияли на укрепление служебных связей между командирами соответствующего уровня и военными советниками.
На этих встречах, в частности, согласовывался порядок вступления в должность нового Главного военного советника.
Так как главная задача повседневной деятельности всех категорий военных советников заключалась в поддержании тесных контактов с соответствующими командирами, то для Главного военного советника было необходимо поддерживать систематические деловые встречи с Министром обороны САР и Начальником Генерального штаба, командующими видами вооруженных сил, начальниками родов войск, с командующими военными округами и командирами соединений, с начальниками военно-учебных заведений. При Главном военном советнике действовал также методический совет, на котором обсуждались рекомендации и вырабатывались оптимальные решения для подсоветной стороны. Несмотря на то, что решения предложенные советом носили исключительно рекомендательный характер, сирийские офицеры зачастую прислушивались к ним и в безотлагательном порядке стремились воплотить их в жизнь.

### Организация работы военных советников
Советники присутствовали на всех уровнях сирийских вооружённых сил. Это делалось с целью более качественного обучения сирийских военнослужащих:61-62. В войсках военные советники находились при командирах дивизий, бригад, отдельных полков, начальниках штабов и основных начальниках родов войск, а также при заместителях командиров дивизий по технической части и тылу. Состав военных специалистов определялся в зависимости от объёмов и степени сложности поставляемого Советским Союзом оружия и военной техники, способностью обучить необходимое число сирийских военнослужащих и совместно с ними обеспечить поддержку техники в постоянной боевой готовности. Руководство военными специалистами конкретной военной (воинской) структуры осуществлял старший группы специалистов, одновременно являющийся и советником старшего сирийского начальника (командира).
Свою деятельность советники планировали на учебный год, полугодичный период обучения и на месяц работы. Главное внимание уделялось проведению инструкторско-методических и показательных занятий, отработке приёмов владения оружием, боевым стрельбам, вождению боевой техники, штабным тренировкам, командно-штабным и тактическим учениям, а также организации контроля качества учёбы и содержания боевой техники. Состав самого военно-советнического аппарата определялся организационной структурой ВС САР.
Состав специалистов и их численность определялись количеством и сложностью поставляемого Советским Союзом оружия и военной техники, способностью обучить необходимое число сирийских военнослужащих и совместно с ними обеспечить поддержание техники в постоянной боевой готовности, а также учебными планами подготовки сирийских военнослужащих.
На советских военных советников и специалистов возлагались обязанности по оказанию практической помощи командному составу вооружённых сил Сирийской Арабской Республики в организации боевой подготовки в соединениях и частях, определении мер по повышению боевой и мобилизационной готовности войск и сил флота и совершенствованию их организационно-штатной структуры, а также в создании системы управления войсками и освоении советских образцов оружия и военной техники. Различные советы сирийской стороне давались, как правило, устно, но по наиболее важным вопросам строительства вооружённых сил разрабатывались письменные рекомендации. В качестве примера можно привести кропотливую совместную работу по формированию и подготовке ракетной бригады, оснащенный оперативно-тактическим комплексом Р-17Э. В течение учебного процесса, который длился семь месяцев и включал в себя пять периодов, отрабатывались действия боевых и контрольных групп. Проводились тактико-специальные учения в присутствии президента Сирии и других официальных лиц. После того как ракетчики поразили цели с высокой точностью, местные газеты описали это событие с нескрываемым восторгом. О тех или иных недостатках подсоветной стороны подопечным говорили не на общих совещаниях или разборах, а с глазу на глаз, так как в сирийской армии не принято показывать ошибки командиров в присутствии подчинённых. Основными проблемами были:
- Пробелы в полевой выучке командиров и в подготовке штабных офицеров;
- Неспособность войск действовать в составе соединений;
- Отсутствие дивизионных тактических учений в программе боевой подготовки;
- Постоянное отставание пунктов управления от действующих войск;

Чтобы это исправить, проводились систематические тренировки и командно-штабные учения со средствами связи о обозначенными частями, проведение методических сборов и ежемесячных занятий с офицерским и сержантско-старшинским составом. Для повышения уровня оперативной слаженности штабов проводились соответственно штабные учения.

### Подбор кадров для советнической и преподавательской работы

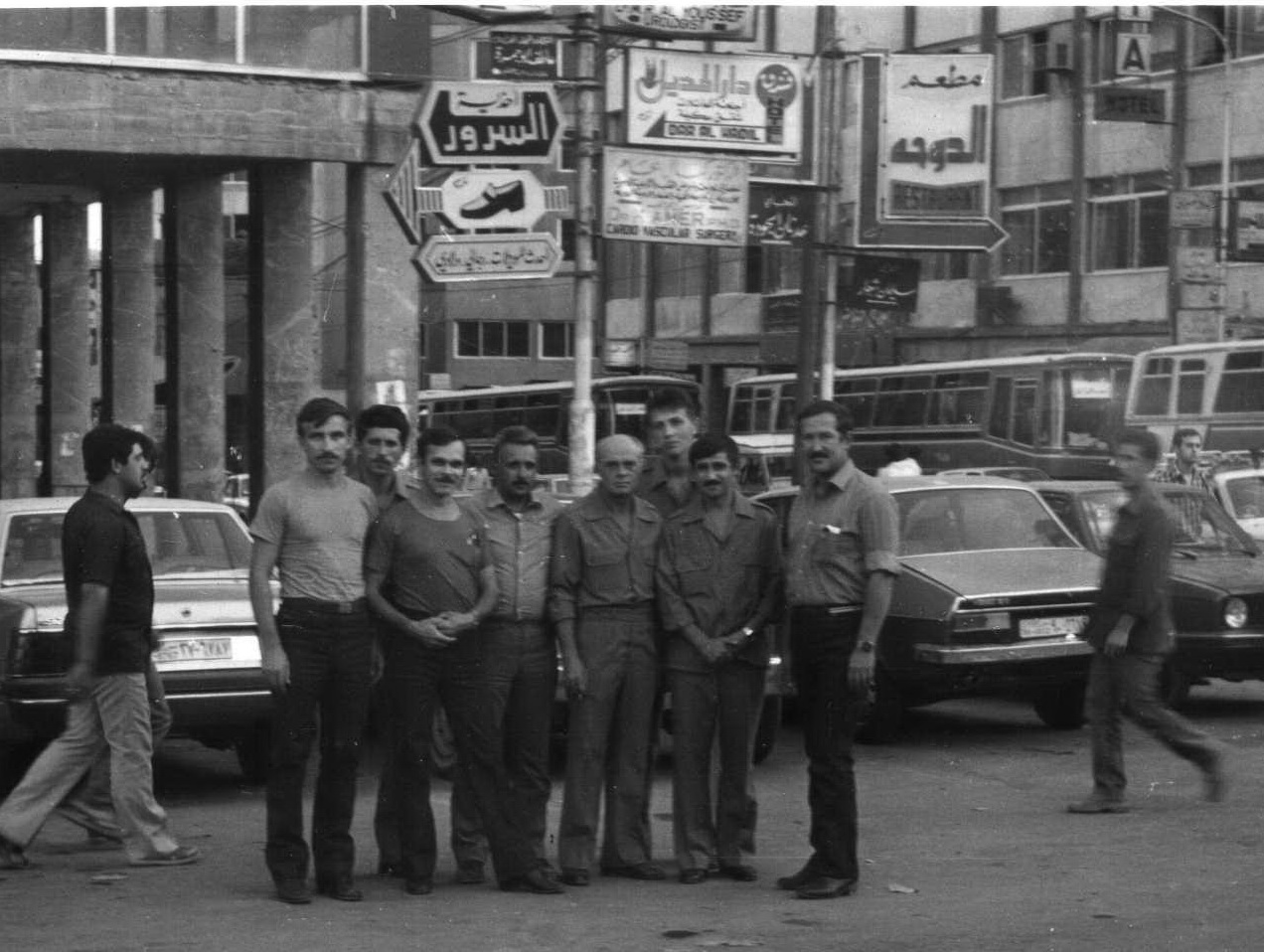
Офицеры 231-го зрп в гражданской одежде на оживлённой сирийской улице

Практика показала, что успех в советнической работе зависел от уровня их знаний и опыта, но, в не меньшей степени, от тактичности и умения установить доверительные отношения с подсоветным офицером, который, помимо незаурядного патриотизма, имел свои национальные обычаи и веру. В ходе советнической деятельности было необходимо учитывать, что недопустимо в какой бы то ни было форме задевать самолюбие, национальные и религиозные чувства сирийцев — это правило в одинаковой степени касалось всех уровней военно-советнического аппарата. Тому, кто забывал об этом, была гарантирована досрочная отправка в СССР, поэтому поведение по отношению к подопечным было в высшей степени тактичным. Правда, порой проявлялись случаи неумения некоторых военных «сработаться» со своими подопечными, и наоборот. Редко, но это случалось в среде советников, которые, как правило, со своими подсоветными были в прямом и тесном контакте. Иногда в эти отношения вклинивалась явная нетактичность, выражавшаяся словом, поступком и даже жестом. В некоторых случаях советские полковники и генералы считали своих подсоветных чуть ли не подчинёнными, что было недопустимо. А иногда и местные офицеры думали, что прибывший советский советник и специалист — это наёмный работник без прав и только с обязанностями, что было другой крайностью. Иногда прибывшие в Сирию советские офицеры, особенно из числа техперсонала, так как они больше времени контактировали с сирийской стороной, понимали свои обязанности в этой длительной и далёкой от Родины командировке очень вольготно: могли спустя рукава относиться к возложенным обязанностям, нерегулярно выезжать к месту работы, а то и просто пуститься в загул или запой. С такими расставались быстро, возвращая в СССР с дальнейшими оргвыводами. Но надо отдать должное обеим сторонам: советской и сирийской — такие случаи были очень редкими. Любой здравомыслящий сирийский офицер, он же командир и начальник, правильно понимал присутствие советских военных в ВС САР. Поэтому трудности первого времени (а они были) при взаимном желании сторон быстро исчезали, и между советскими и сирийскими офицерами складывались добрые и партнёрские отношения. Следует сказать, что не только понимание воинского долга в этой командировке, но и восприятие её как задания советского правительства и доверия со стороны Коммунистической партии стимулировали советских военных в Сирии на чёткое выполнение там своих обязанностей.

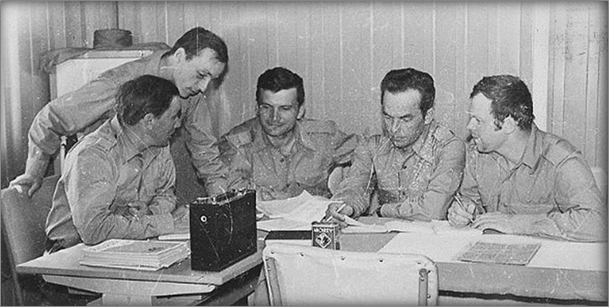
Советские офицеры во время кропотливой работы со служебной документацией

Не менее важным фактором являлось и то, что каждый здравомыслящий советский офицер, прибывший в Сирию, осознавал, что это редкий и, возможно, единственный шанс укрепить, причём хорошо укрепить, своё материальное состояние. Коллектив военных советников был укомплектован высококвалифицированными офицерами и генералами, которые командировались с соответствующих должностей, к примеру, на должность советника командира полка ВС САР назначался командир полка ВС СССР, прослуживший на должности три-четыре года. В преподавательском коллективе Командно-штабной военной академии в Дамаске все советские офицеры имели стаж преподавательской работы до 10 лет, половина из них имели учёную степень кандидата военных наук. О качественном подборе советской стороной кандидатов на должности советников и преподавателей для работы в Сирии говорят и другие факты. Например, в Сирию командировались Герои Советского Союза, получившие это высокое звание ещё в годы Великой Отечественной войны, среди них: преподаватель КША ВС САР полковник Ф. П. Лохматиков; советник начальника Центрального командного пункта (ЦКП) войск ПВО и ВВС САР по боевому применению авиации полковник К. В. Сухов; советник командующего ВВС САР генерал-майор К. А. Рябов, вторую свою командировку работавший по личной просьбе президента Х. Асада, который, сам, будучи лётчиком, высоко ценил его глубокие знания и огромный боевой опыт в лётном деле.

### Обучение на основе опыта Великой Отечественной войны
Генерал-лейтенант В. Будаков, бывший Главным военным советником в 1977—1980 гг., отмечал, что сирийское главное командование ориентировалось в своей деятельности и на опыт Великой Отечественной войны, который глубоко анализировался сирийскими военными, о чём писал министр обороны Сирии доктор военных наук Мустафа Тлас в своём фундаментальном труде «Научно-технический прогресс и развитие вооружённых сил» (1979). Этот опыт лёг в основу разработки важнейших положений военного искусства применительно к условиям Ближнего Востока. Ссылаясь на опыт Октябрьской войны 1973 года, Мустафа Тлас отмечает, что эта война внесла ряд новых моментов в теорию и практику военного искусства. Прежде всего война подтвердила, что, независимо от мощи современных средств поражения, бой в настоящее время все же продолжает оставаться важнейшим средством разгрома противника, достижения оперативных и стратегических целей.
Отношение сирийских офицеров к советскому опыту описывает в своих воспоминаниях полковник М. В. Разинков:

Почти у всех высших офицеров на руках была уже переведённая на арабский язык книга маршала Г. К. Жукова «Воспоминания и размышления». Правда, учитывая «любовь» сирийских офицеров к чтиву, у большинства её имевших она была всего лишь настольным экспонатом, не более. Но, несмотря на это, советский военный опыт изучался и брался на вооружение. Помню, как однажды офицер, распекаемый начальником штаба полка, заикнулся в свое оправдание о трудностях окопной жизни, так начальник штаба быстро привел ему пример из Великой Отечественной войны, сказав буквально следующее: «А русским было не трудно, когда они четыре года просидели в окопах, но победили».

## Условия повседневной боевой работы советских военных специалистов

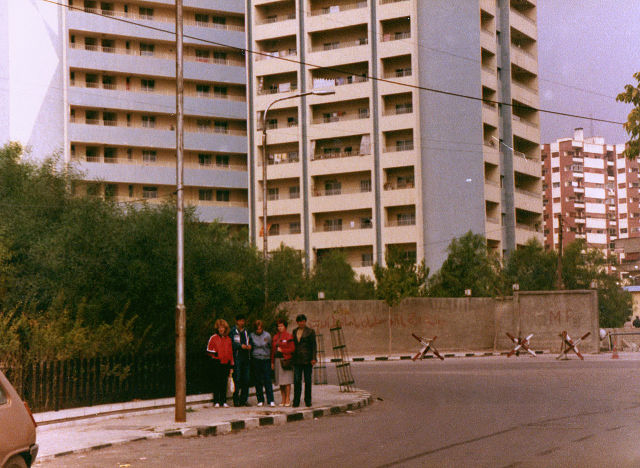
Советские военные специалисты вместе с жёнами в Дамаске, у 12-этажного жилищно-офисного комплекса, называемого «Синим домом» — места жительства основной части военно-советнического аппарата, занятого в столичном гарнизоне и окрестностях

Советские советники и специалисты проживали в городах и населенных пунктах, поэтому до места работы добирались, как правило, на транспорте. Если в воинской части были только специалисты, то транспорт предоставляла местная сторона в зависимости от их количества: автомобиль, микроавтобус или большой автобус. Советническому контингенту транспорт предоставляла советская сторона. Бензин и водители и в том, и в другом случае выделялись сирийской стороной. Специалисты по своему профилю работали непосредственно на технике (в поле, парках, хранилищах, складах, аэродромах) и на техническом оборудовании, например, на полигонах, стрельбищах, танкодромах и танковых директрисах. Им выделялись помещения для отдыха, переодевания, подготовки документации и других нужд. Для советников в частях, военных учреждениях и ВУЗах рабочие места (помещения) располагались рядом с местами работы их подсоветных. Такие помещения, переданные командиром части для работы любой группы специалистов или советников, по русской заграничной традиции именовались ими «хабирками», от слова «хабир» (араб. خبير‎) — специалист. Эти помещения обеспечивались мебелью, а специалисты и советники — канцелярскими принадлежностями, бумагой и другими принадлежностями за счёт местной стороны. В частях постоянной боевой готовности, как правило, это были механизированные и танковые дивизии, в мирное время на ночь по договоренности с местным командованием оставались дежурные советники. В этом случае трёхразовое питание советского дежурного офицера осуществляла местная сторона при столовых офицерских клубов.

### Дислокация Аппарата Главного военного советника
Штаб (или Аппарат) Главного военного советника, называемый в просторечии «Белым домом», располагался в особняке из белого камня в центре сирийской столицы, в конце широкой, разделённой газоном с цветами и пальмами улицы Абу Румани или Аль-Джаля, невдалеке от горы Касьюн. Подобно штабному учреждению Вооружённых сил СССР, здесь также было организовано круглосуточное дежурство и охрана. Вахту несли: суточными дежурными — старшие офицеры из числа советников центрального аппарата МО и ГШ, помощниками — переводчики, охранниками — солдаты срочной службы с узла связи (УС ГВС).

### Расквартирование советских военных специалистов в столице и гарнизонах
Помещения для расквартировки советских военных специалистов предоставляла сирийская сторона в соответствии с межправительсвенными соглашениями по этому вопросу. Жильё выделялось в зависимости от круга выполняемых обязанностей. Вся Группа СВС в ВС Сирии подразделялась на коллективы. Коллективы СВС были порой очень большие, особенно, в дивизиях, зенитно-ракетных бригадах, учебных заведениях. Старший коллектива, он же и старший военный советник сирийского начальника в этой структуре, являлся начальником для всех советских офицеров, работающих в ней. Так, советники-старшие коллективов в любых званиях имели право на получение отдельной квартиры без подселения. Все остальные проживали чаще всего с подселением. Другими словами, специалисты, состоящие в одном звании, но находящиеся на разных должностях, имели разные жилищные условия. Специалисты рангом пониже размещались в гостиницах. Все квартиры на СВС закреплялись за такими коллективами и в другие коллективы не передавались. Поэтому, если приезжали специалисты по замене, их на некоторое время поселяли в гостиницу, и после убытия советника/специалиста, чей контракт закончился, заселяли в его квартиру. Внутреннее убранство сирийских гостиниц отвечало всем бытовым и санитарно-гигиеническим нормам. В некоторых, где временно проживали семейные СВС, их бесплатно кормили. Все квартиры, предоставляемые советским СВС, Министерство обороны САР (ок. S£ 500—800, с учётом расходов на коммунальные услуги, что было немалыми деньгами по местным меркам) нанимало у сирийских граждан. Для этих сирийских граждан, сдающих свою жилплощадь МО САР, плата за наём была не очень большой, но они освобождались от налога. Офицеры Аппарата Главного военного советника, за исключением его самого и его начальника штаба, обеспечивались жильём за счёт советской стороны за наличные деньги, которые выплачивались через финансовый орган Аппарата. По сирийским законам сдача жилплощади частным лицам облагалась налогом до 44 %. Поэтому наём жилья всегда сопровождался нелёгкими переговорами с хозяином. Он не хотел терять своего, а советская сторона, имея строгие указания по экономии иностранной валюты, всегда стремилась сбить цену. При найме квартир для офицеров Аппарата также работало негласное правило «табели о рангах»: начальники, а они, как правило, были в звании полковников, жили отдельно, все остальные — с подселением. Хозяева об этом не подозревали, и иногда «аферы» с двойным подселением раскрывались.
Кроме частных квартир для проживания в распоряжении советского военного руководства в Дамаске был трёхэтажный «Красный дом», который находился в относительно новой, но уже давно отстроенной и обжитой части города между кварталами Тиджара и Баб Тума, где проживало большое количество советских граждан. Это было своего рода общежитие для неженатой молодёжи, главным образом, из числа военных переводчиков. До определённого момента это здание было символом целой эпохи советско-сирийского военно-технического сотрудничества. С внешней стороны стены здания были выдержаны в коричнево-бежевых тонах, поэтому происхождение эпитета красный установить затруднительно, как и объяснить, почему резиденция Главного военного советника оказалась «Белым домом». Всем местным объектам, служившим ориентирами на местности, советские военные давали русские названия, зачастую шуточные и способствующие лучшему запоминанию. Так, к примеру, памятник Юсефу Азме, вздымающему в правой руке факел, как символ светлого будущего, стоящий в центре сирийской столицы, на одноимённой площади, в кругу советских граждан назывался просто «Поджигателем».
Чуть позже в дополнение к «Белому» и «Красному» домам в распоряжение специалистов был предоставлен 12-этажный жилищно-офисный комплекс в спальном районе Тиджара на севере Дамаска (в сторону выезда в г. Хомс), называемый «Синим домом». Во время руководства Г. П. Яшкина там селились почти все военные советники по авиации вместе с семьями. Практически во всех квартирах (за редким исключением) отсутствовало центральное отопление. Поэтому в зимнее время приходилось утепляться, извлекая из кладовок и устанавливая в комнатах печки-буржуйки, использовавшие солярку в качестве топлива. Нефтепродукты развозились по улицам как механизированными цистернами, так и повозками на конной тяге.

### Денежное довольствие и расходы на содержание
В отличие от советских военно-советнических групп в других странах, в Сирии советские военнослужащие работали на контрактной основе, поэтому между понятиями «советник» и «специалист» существовала следующая разница, закреплённая межправительственными документами: Специалистами именовались военнослужащие, как правило, технического профиля, командируемые в Сирию на основании контрактных документов для оказания технического содействия (обслуживание, ремонт, эксплуатация) в освоении поставляемой боевой и иной техники и оборудования. Их услуги оплачивала сирийская сторона. Советниками считались лица, как правило, связанные с оказанием консультационных, преподавательских и иных услуг, не касающихся технического содействия. Советники, как, впрочем, и советские переводчики, оплачивались советской стороной. За сирийский счёт из советнического аппарата в САР оплачивался только Главный военный советник, являвшийся по контракту советником Министра обороны САР, и начальник штаба ГВС, который одновременно был советником начальника Генерального штаба ВС Сирии. При этом оплата труда советников осуществлялась советской стороной в сирийских лирах. Размер денежного довольствия колебался в пределах S£ 600—1600, что равнялось уровню оплаты соответствующих категорий сирийских офицеров.
Все коммунальные платежи, в том числе и подвоз горючего для отопления, осуществлялись местной стороной. Поскольку жильё для советских граждан предоставлялось не военными учреждениями, где они работали, а непосредственно Министерством обороны САР, то для решения всех жилищных вопросов и связанных с этим других хозяйственных нужд в каждом гарнизоне, где были СВС, работали специальные военные бюро обеспечения советских военных специалистов. Из числа специалистов гарнизона назначался один, который централизованно занимался этим вопросом. В коллективах также были свои внештатные «квартирмейстеры». В Дамаске эти функции выполнял офицер административно-хозяйственного отдела Аппарата ГВС, отвечая за обеспечение жильём сотрудников Аппарата и за СВС дамасского гарнизона в целом. Как бы остро ни обстояло дело с жильём, советникам и специалистам жилая площадь всегда предоставлялись. И порой не хуже, а может быть, даже лучше того, что они имели у себя на Родине.

### Продовольствие и питание
Как и их сирийские коллеги, советские офицеры питались за свой счёт, а бесплатно их могли накормить только солдатским пайком.
В ВС САР в каждой бригаде, дивизии имелись столовые для офицерского состава, и по договорённости с командиром бригады или дивизии можно было договориться о питании 2—3 специалистов/советников, как правило, бессемейных. За символические деньги, которые стоил комплексный обед — овощи, чечевичный суп, рис с курицей, фрукты, — можно было питаться всем. Сытно в гастрономическом плане проходили многодневные учения. Как правило, первый день вечером заканчивался большим торжественным застольем с огромным количеством спиртного и кушаний, на которое собирались все офицеры и приглашались советские военные советники и специалисты.

### Обмундирование и форма одежды
Для того, чтобы советские военные не выделялись из солдатской массы сирийских частей, к которым они были прикомандированы и, таким образом, не становились потенциальной мишенью, командиры частей сразу же оснащали вновь прибывших сирийской военной формой. Для офицеров Аппарата ГВС и советников при Министерстве обороны, центральных управлениях ГШ и учебных заведениях устанавливалась гражданская форма одежды. Хотя и они имели сирийскую военную форму на случаи полевых выездов на учения, стрельбы, рекогносцировки и т. д. Со стороны военного руководства к ношению сирийской военной формы предъявлялись такие же требования, как и к советской. И за этим советские командиры всех степеней и рангов чётко следили. Полковник М. В. Разинков, в то время ещё лейтенант, в один из дней после окончания Октябрьской войны 1973 года, возвращаясь с места работы, заехал за зарплатой в финансовый отдел Аппарата ГВС и получил выговор от начальника финчасти, за то… что явился в запыленной полевой форме. Казначей отказался выдавать ему положенное денежное довольствие, пока тот не сменит форму на гражданский наряд.

### Стандартный график работы в подразделениях и штабах
Рабочий день у сирийских военнослужащих длился с 7:00 до 14:00, после чего наступал полуденный зной, температура воздуха с мая по ноябрь — в наиболее жаркий период — порой превышала 50 °C, и на службе оставались лишь дежурные смены. Активность возобновлялась после 19:00. Типовая рабочая неделя для большинства советников и специалистов при частях и соединениях ВС САР была построена следующим образом: с понедельника по четверг рабочий день длился с раннего утра до обеденного перерыва, после которого наступало личное время, пятница была выходным днём для всех, кроме дежурных. Сирийцы не отличались особенным рвением к труду, а потому ни себя, ни своих советских наставников они работой не обременяли. На работу все выезжали очень рано, но рабочий день продолжался только до обеда, и уже в 14:00 — 14:30 советнические группы с мест работы возвращались по домам — это было обусловлено графиком работы сирийских военных и условиями контракта о режиме работы советских специалистов. Рабочий день советских военных в Сирии по сравнению с нелимитированным рабочим днём в СССР был существенно короче. И отдых для них начинался уже с послеобеденных часов. Свободного времени, по свидетельству полковника М. В. Разинкова, здесь хватало. Не зря в среде советских военных специалистов в Сирии, в сравнении с графиком их работы в ВС СССР, было популярным расхожее выражение: «Спасибо партии родной за двухгодичный выходной». В отличие от советских офицеров в строевых частях и учреждениях ВС САР, рабочий график офицеров Аппарата ГВС устанавливался самим ГВС с учётом положений о работе советских загранучреждений и советского трудового законодательства. Все советские представительства в Сирии работали с 9:00 до 14:00, потом наступал трёхчасовой обеденный перерыв, и далее работа продолжалась с 17:00 до 19:00. В жаркие периоды вечерних рабочих часов не было в гражданских учреждениях, но на военных в Аппарате ГВС это положение не распространялось.

### Комендантские мероприятия по ограничению передвижений в мирное и военное время
В целях предотвращения случаев вербовки или похищения советских граждан иностранными разведками, а равно и для обеспечения их безопасности, советской консульской службой на всей территории страны пребывания был введён так называемый консульский час, который по сути своей соответствовал комендантскому, с той лишь разницей, что вводился исключительно для советских граждан, и налагал запрет на перемещения в ночное время — советские дипломатические учреждения, таким образом, снимали с себя ответственность за любые происшествия во внеслужебное время. По мнению полковника М. В. Разинкова, эти мероприятия, как, впрочем и другие запреты на посещение ресторанов, кинотеатров, массовых мероприятий были ничем иным, как перестраховкой. De facto консульский час нарушался всеми, и при этом не происходило никаких инцидентов. А переводчики, в общей своей массе — молодые люди, знавшие язык, — позволяли себе ходить и по ресторанам, ночным барам и клубам. Каких-либо инцидентов за время пребывания Группы с ними не происходило, что говорит о том, что все предпринимаемые комендантские мероприятия не соответствовали фактическим угрозам, во избежание которых они вводились, и были чересчур строгими.
В «Красном доме», в котором обитали холостяки, был установлен особый режим консульского часа. Во избежание нарушений молодыми людьми Морального кодекса строителя коммунизма дежурный по зданию, назначаемый из числа старших офицеров — преподавателей Командно-штабной академии ВС САР, попросту вешал на входную дверь цепь и амбарный замок. Молодые люди нашли выход из положения: когда у них заканчивались горячительные и прохладительные напитки, с балкона второго этажа они по-русски зазывали местного лавочника Абу Саида, который в любое время дня и ночи был рад услужить советским товарищам нужным количеством бутилированного пива.
Кроме того, в военных частях, расположенных за пределами городской черты, в целях соблюдения режима передвижений в прифронтовой зоне специалистам бригадного и полкового звена не следовало самостоятельно перемещаться по территории частей в тёмное время суток — часовые могли принять их за израильских лазутчиков.
Во исполнение членами семей СВС Правил проживания советских граждан за рубежом заместитель Главного военного советника по политчасти регулярно собирал офицерских жён и внушал им, что они находятся в мусульманской стране, и им надлежит вести себя пристойно. Однако, даже несмотря на многие запретительные и воспитательные мероприятия, супружеские измены имели место. Если о таких происшествиях становилось известно руководству, вся семья незамедлительно отправлялась в СССР.

### Праздники, выходные и семейный досуг
В своих коллективах советские советники жили дружно, одновременно устанавливая дружеские отношения с сирийскими подопечными, как в рабочей обстановке, так и в ходе массово-политических мероприятий по случаю государственных праздников СССР и САР, а также в семейной обстановке. Торжественные церемонии проводились традиционно во время прибытия новой советской боевой техники и постановки её в строй Вооружённых сил САР — на них присутствовали высшие чины сирийского генералитета и адмиралитета и их советские коллеги. Для укрепления дружеских отношений в гарнизонах устраивались коллективные просмотры советских и сирийских кинофильмов, концерты художественной самодеятельности. В местах проживания гражданских и военных специалистов из социалистических стран существовала традиция: в дни совместных государственных праздников — День Советской Армии и Военно-Морского флота (23 февраля), Международный женский день (8 марта), День международной солидарности трудящихся (1 мая), День Победы (9 мая) и День Великой Октябрьской социалистической революции (7 ноября) — проводить на площадках стадиона, расположенного на площади Аббасидов, международные соревнования по игровым видам спорта.

### Отношения с подсоветной стороной и специфика работы в Вооружённых силах САР
По свидетельству М. В. Разинкова, в любом подразделении, советских специалистов полкового/бригадного звена принимали с распростёртыми объятиями, в буквальном смысле запаивая чаем и кофе, а в обеденный перерыв, приглашали к совместной трапезе в полевых условиях. Многие офицеры в сирийской армии положительно воспринимали советское военное присутствие в стране и с открытой душой стремились к совместной работе, установлению добрых рабочих и дружеских контактов, для чего приглашали друг друга в гости. Следует отдать должное прежде всего сирийской стороне, как принимающей. Уровень текущего сотрудничества, выражавшийся во взаимоотношениях, отношении к советским военным, предоставлении услуг, был очень высоким. Достаточно сказать, что на всей территории Сирии выражение «хабир русий» (араб. خبير روسي‎) то есть русский специалист, было чем-то вроде волшебной формулы, и являлось пропуском в самые недоступные места. Отношение к русским (советским) людям в Сирии было великолепнейшее, — пишет в своих воспоминаниях капитан 1 ранга В. Л. Храмов.
Тем не менее, первое время советским военным было очень тяжело приспосабливаться к непривычному быту, особенно, к оживлённым дамасским улицам. Особенно трудно было по утрам. Первый молитвенный намаз, в зависимости, от времени года, начинался с четырёх-пяти часов утра. Поэтому первая побудка всегда была на утреннюю молитву. Не проснуться, по словам полковника М. В. Разинкова, было просто невозможно.
Классовое неравенство было явно выражено в сирийском обществе, и первое, что бросалось в глаза советским военным, было наличие денщиков у сирийских офицеров. Хотя официально никому не разрешалось их иметь, начальники и командиры всех уровней неофициально позволяли себе держать личных денщиков из имеющегося солдатского штата, а офицеры рангом пониже — одного-двух на несколько человек. При их выборе не последнюю роль играли родственные связи. Денщик был одновременно и уборщиком, и чистильщиком, и посыльным, и вестовым, и официантом, приносящим напитки и накрывающим на стол в служебном кабинете, а порой и поваром.
Нормы обеспечения сирийского командного состава в быту и на службе ломали представления советских специалистов о привычных нормах обеспечения командного состава в Советской Армии, не говоря уже об ещё более низких нормах обеспечения в вооружённых силах некоторых других социалистических стран. Так, например, в отличие от среднестатистических командиров вьетнамских зенитно-ракетных полков, которые ездили на службу на велосипедах, командир сирийского зенитно-артиллерийского полка имел в личном пользовании три служебные машины: Peugeot 301 для представительских поездок в столицу, Land Rover для поездок за город по усовершенствованным автодорогам, и ГАЗ-69 (который сирийские военные на западный манер прозвали «джип-газ») для полевых выездов. Когда советники интересовались, почему советская техника претерпевает такое эксплуатационное неравенство по сравнению с английской и французской, сириец объяснял им, что капиталистические автомобили хороши, но уж очень капризны: сломайся в пути какая-нибудь мелочь — поездка на этом закончилась. Советские же машины, по его мнению, несмотря на неказистый вид, более выносливы и сохраняют работоспособность даже при значительных неисправностях, и отлично подходили для полевых условий (здесь следует отдать должное сирийским военным — советскую военную технику они считали очень надёжной). Его советник, подполковник К. А. Белевцов, бывший в СССР командиром такого же полка, когда видел такое автомобильное разнообразие, сокрушался, что развитое советское государство выделяло ему на штаб полка один служебный автомобиль ГАЗ-69, который он, по праву командира, забирал себе в «личное служебное» пользование.
По словам подполковника В. И. Шкарина, было интересно узнавать быт ближневосточных коллег — в нём многое поражало. Например, то, что даже капитан вооружённых сил не мог жениться, не имея определённой суммы на счету в банке. Подобно ступеням служебного роста в СССР, которые были закрыты для беспартийных, строгие карьерные ограничения ожидали тех сирийских офицеров, кто не являлся последователем ислама, так, для офицеров из числа сирийских христиан дослужиться выше должности командира батальона было фактически невозможно.
Так же как советским военным было интересно узнавать быт и нравы своих арабских коллег, так и многие сирийцы интересовались Советским Союзом. Знания о СССР в сирийских учебниках сводились к тому, что Советский Союз состоит из «европейской части» и «Сибирии» (sic); самые большие города — Москва, Ленинград и Одесса; самые большие реки — Енисей и Днепр (при этом Волга не упоминалась вообще). Словом, знания о СССР были весьма ограниченными.
Отношение к служебным обязанностям и категория служебного долга у сирийских военно-технических специалистов были весьма специфическими. Сирийские военные техники могли запросто отказаться от исполнения своих обязанностей днём или ночью, не утруждая себя объяснением причин: «Не хочу», — советским военным было непривычно, что простое нежелание может рассматриваться как уважительная причина для невыполнения своих служебных обязанностей, однако приходилось подставлять плечо и помогать сирийским товарищам выполнять их служебный долг. В этих целях в каждой сирийской бригаде находились советские военные специалисты — по каждому комплексу, по каждой системе боевой и специальной техники, которые работали в авральном режиме и к которым обращались по любой неисправности. Сирийские инженеры запросто могли отказаться от поездки в дальний дивизион, сославшись на плохое самочувствие, у советских специалистов такой возможности не было.

### Быт военнослужащих в регулярных советских частях, дислоцированных в Сирии

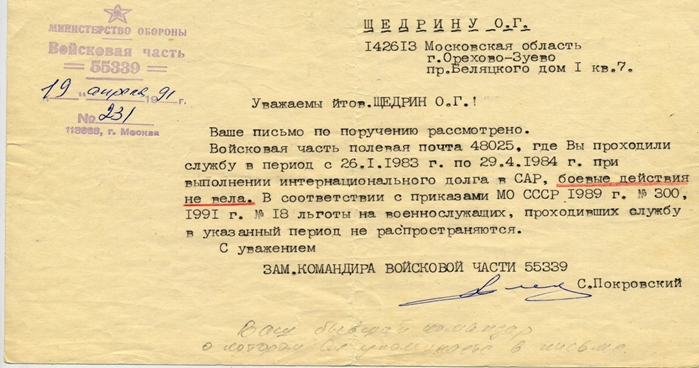
Стандартное письмо, которые получали многие ветераны регулярных советских частей в Сирии, и согласно которым, в боевых действиях они не участвовали, а стало быть, не могли претендовать на какие-либо льготы

Быт и условия несения службы советскими военными, прикомандированными к сирийским частям, соединениям, объединениям, штабам и командным структурам, существенно отличались от таковых у солдат и офицеров регулярных советских военных частей, находящихся в Сирии. Подполковник С. И. Качко свидетельствует, что приходилось работать под палящим солнцем, в пунктах дислокации, обнесённых по периметру колючей проволокой, практически в казарменных условиях, за смехотворную зарплату (за ту годичную зарплату, которую получали старшие офицеры регулярных советских частей в Сирии, было не разгуляться, например, С. Качко на заработанное удалось купить на сирийском базаре кассетный магнитофон, джинсы и всякую мелочь), не имея при себе загранпаспортов или каких-либо иных документов, удостоверяющих их личность, кроме командировочных удостоверений на учения «Кавказ-2» (в связи с чем ветеранам ныне крайне трудно получить статус участников боевых действий и вообще доказать сам факт своего нахождения за рубежом: чиновники от военного ведомства отказываются считать боевыми действиями даже те эпизоды, которые подтверждаются ИВИМО и данными из открытых источников). Никаких условий для отдыха им не представлялось вообще. Увольнительные записки в город предоставлялись крайне редко и далеко не всем, лишь в воскресенье на 3—4 часа тем, кто свободен от смены. Большинство солдат и офицеров не попали в увольнение ни разу. Тем не менее, за время своей службы офицер не помнит ни единого случая, чтобы кто-либо из его коллег или подчинённых пожаловался на трудности, которых было предостаточно.
В личных делах офицеров и солдат были сделаны записи: «Проходил службу в частях Московского округа ПВО, принимал участие в учениях „Кавказ-2“», — хотя перед отправкой на Родину большинство офицеров и прапорщиков были награждены советскими и сирийскими орденами и медалями, на каждого военнослужащего были составлены служебные характеристики о выполнении интернационального долга… После прибытия в СССР в октябре 1984 года части были расформированы, а служебная документация полков сдана в штаб Московского округа ПВО. В результате добиться правды становилось сложнее. На обращения ветеранов в архивы Министерства обороны РФ, в частности — в Центральный архив (ЦАМО), по вопросам о прохождении службы в САР приходил стандартный ответ-перенаправление: «…По вопросу непосредственного участия <ФИО> в боевых действиях в Сирии рекомендуем (с копией нашего ответа) обратиться в Главное управление международного военного сотрудничества ГШ ВС РФ, г. Москва, 119160».

### Служба в Сирии в сравнении с советнической работой в других исламских странах
Полковник Н. Н. Косов, служивший советником командира армейского разведывательного батальона ВС САР, a впоследствии прикомандированный к разведке ВС ДРА, сравнивая свою службу в двух этих странах, сообщает, что служить в Сирии было гораздо проще, нежели в Афганистане, — выражалось это, в первую очередь, в общем культурно-образовательном уровне подсоветных — сирийские военнослужащие были в подавляющем своём большинстве грамотны, гораздо лучше образованы, чем их афганские коллеги: «Афганские разведчики даже писать не умели. Какое там преподавание тактики?! Даже офицеры были безграмотными». Служба в Афганистане запомнилась военному советнику Косову неуправляемостью афганской армии. Местные военнослужащие, в отличие от сирийцев, дезертировали из армии, как только появлялась удобная возможность.
В целом советские и российские военные специалисты, в разное время работавшие в Сирии, единогласно отмечают усердное отношение сирийцев к организации и проведению мероприятий боевой подготовки, высокую воинскую дисциплину

### Специфика работы военных переводчиков
Там, где солнце и пустыня,
 как стиральная доска,
 Скорпионы и шакалы,
 и еврейские войска.
Советские переводчики работали на всех уровнях сирийских вооружённых сил: от полкового до министерского. В связи с тем, что количество военных переводчиков-арабистов, выпускаемых ежегодно Военным институтом иностранных языков (ВИИЯ), было весьма ограниченным и не покрывало всех нужд советского военного сотрудничества с арабскими странами, для работы в качестве переводчиков активно набирали выпускников гражданских ВУЗов. Уровень молодого специалиста всегда требует большего времени для вхождения в свою профессию. Учитывая, что даже молодые, хорошо подготовленные выпускники ВИИЯ испытывали на первых порах затруднения, что тогда можно было ожидать от выпускников гражданских ВУЗов? И если уровень знания литературного арабского языка у большинства из них был сравнительно невысоким, то о разговорном языке, то есть сирийском диалекте, говорить вообще не приходилось. При этом университетским выпускникам Москвы, Ленинграда, Киева, Еревана, Баку было легче переводить с русского на арабский — они прекрасно владели русским языком, и начинали практически осваивать только арабский язык и его военную специфику, и военное дело по-русски. А вот некоторым выпускникам университетов Ташкента и, особенно, Душанбе приходилось вдвойне тяжелее: они порой плохо знали даже русский язык.
Практически все переводчики, прибывавшие в страну, в течение 5-7 дней проходили при Аппарате Главного военного советника инструкторско-методические занятия под началом опытных переводчиков, для выявления их уровня практических знаний по литературному языку, для проведения уроков по основам диалекта, бесед ознакомления с военно-политической обстановке и другой тематике, после чего их распределяли по местам работы, где их ожидали серьёзные трудности.
Во-первых, им необходимо было ускоренно осваивать специальный русскоязычный лексикон, специфику службы и основы боевого применения того вида вооружённых сил или рода войск, в который они направлялись;
во-вторых, одновременно с этим им следовало осваивать сирийские эквиваленты этой спецтерминологии, для того, чтобы во время перевода не пропадал смысл сказанного советниками их подсоветным офицерам;
в-третьих, всё это происходило при полнейшем отсутствии каких-либо методических материалов, методом самообразования, в обстановке острейшего цейтнота, а порой и в ходе боевых действий;
в-четвёртых, значительная часть военно-советнического контингента, воспринимала переводчиков, независимо от наличия или отсутствия у них офицерского звания, не как коллег по боевой работе, а в качестве гражданской прислуги, и совершенно не вникала в специфику их деятельности.
Зачастую на один коллектив СВС в дивизиях приходилось два, а иногда и один переводчик. Задачи переводчикам ставились без учёта времени, необходимого для их выполнения. Так, если тот или иной советник составлял какой-либо методический документ для подсоветной стороны в течение двух-трёх недель, то от переводчика чаще всего требовалось представить его переведённую версию уже на следующее утро. При этом находились отдельные, особо щепетильные советники, которые пытались контролировать письменный перевод сами, сопоставляя количественное соответствие русских слов в оригинале и арабской вязи в переведённом образце.
При этом, в сравнении с арабскими военными в других странах сирийская офицерская среда бывала очень нетерпима, а порой и просто недоброжелательна к хорошо подготовленным переводчикам даже при незначительных искажениях во время перевода — вполне могло быть, что перевод правильный, но они считали, что была использована «не сирийская» терминология или же арабский оборот, не принятый у них в стране.
Единственным серьёзным подспорьем для советских переводчиков было то, что уже к началу 1970-х в ВС САР было довольно много своих местных очень хороших переводчиков. К этому времени многие местные граждане вполне сносно разговаривали по-русски, а в армейских кругах этот процент был ещё более высоким, особенно в ВМФ и в частях ПВО. К этому можно добавить, что даже по Центральному сирийскому радио ежедневно шла часовая передача на русском языке, ведущими которой были дикторы Тамара Джан и Катя Ахмад — две женщины из многочисленной плеяды русских жён сирийских подданных.

### Языковая среда и её влияние на работу
Дефицит переводчиков подталкивал советников к самостоятельному изучению арабского языка. Как свидетельствует полковник Б. М. Стрелков, служивший советником при зенитно-ракетной группировке ВС САР, арабский он освоил довольно быстро и легко общался с подсоветной стороной.
Задача упрощалась специфическим отношением сирийцев к детализации, а именно тем, что деталями в Сирии себя никто не обременял, например, из всех деревьев в индивидуальном восприятии для них существует только сосна. Остальное — просто кусты и деревья. Среди цветов — роза, остальное — просто цветы и т. д.

### Награды

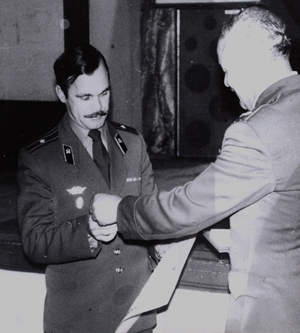
Момент вручения наград за отличия в службе. Сирийское военное руководство охотнее награждало работавших в стране советских военнослужащих, в отличие от направившего их туда советского правительства

Награждение специалистов за свою боевую работу осуществлялось как советской стороной, так и сирийской. Причём местная сторона была более щедрой в оценке труда иностранных для неё граждан, чем советская. Сирийцы награждали такими наградами, как медаль «За боевую подготовку» (араб. وسام التدريب‎), орден «За заслуги» (араб. وسام الاستحقاق‎), орден мужества (отваги, араб. وسام الشجاعة‎), медаль «Шестого октября» (араб. وسام السادس من تشرين‎). Награждались сирийской стороной не все и не просто за время, проведённое в командировке, а сугубо за определённые заслуги. Но военных специалистов, вернувшихся из Сирии с сирийскими наградами, было больше, чем с советскими. Положения о советских наградах были более жёсткими, определёнными и конкретными. Тем не менее, как свидетельствует полковник М. В. Разинков, с распределением наград по итогам Октябрьской войны 1973 года дело обстояло далеко не справедливым образом. В отличие от награждённых специалистов, которые работали на фронте, боевых позициях за фронтом, находясь в самой гуще боевых действий, отмечены далеко не последними советскими боевыми наградами — Орденами Красной Звезды, — были те советские военные, кто пребывал весьма далеко от военных действий: лектор-пропагандист, начальник финансового отдела и… врач при Аппарате Главного военного советника. Некоторых непосредственных участников тех событий и советские, и сирийские награды, если и заставали, то отнюдь не сразу.

### Возвращение на Родину

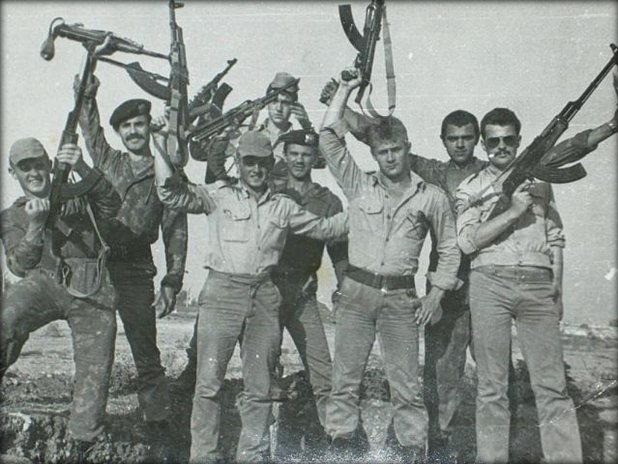
Личный состав 231-го зенитно-ракетного полка салютует оружием

После истечения срока контракта большинство СВС убывали из Сирии рейсовыми самолётами «Аэрофлота», реже — самолётами Сирийских арабских авиалиний. Иногда для экономии денежных средств, небольшие группы, как правило, СВС или переводчиков без жён и детей, отправляли спецбортом, то есть военно-транспортным самолётом в условиях, далёких от комфорта, с посадкой на аэродроме «Чкаловский» или другом военном аэродроме в Подмосковье, где их встречали офицеры 10-го Главного управления Генштаба, которое отправляло всех СВС в загранкомандировки. Наиболее комфортным и престижным способом убытия из сирийской командировки был путь морем, на советском теплоходе. Но путь этот был доступен только руководству, тем, кто был связан с ним или имел связь с посольством, или знакомства в Москве. Исключение было сделано только для военнослужащих, прибывших в Сирию в рамках операции «Кавказ-2».

## Анализ и систематизация боевого опыта
Начиная с 1983 года, в советской военной периодике — в том числе в таких изданиях, как Военно-исторический журнал, — вышла целая серия публикаций на тему «локальные конфликты». Как отмечает проф. М. Н. Кац, это были вовсе не пропагандистские памфлеты в духе развенчания агрессивной политики «кровавых империалистов США и их сионистской марионетки — Израиля», отнюдь, это были серьёзные аналитические материалы, где очень подробно и вдумчиво разбиралась тактика и оперативное искусство Вооружённых сил США и Армии обороны Израиля — объективные причины их успехов и неудач, а равно много внимания уделялось опыту боевого применения частей и соединений Вооружённых сил Сирии и Египта. Данные были исследованы в достаточно полном объёме, но при этом советское военное участие и накопленный боевой опыт отражения в официальной советской военной периодике тогда не нашли:55. При этом доподлинно известно, что в периоды интенсификации боевых действий на сирийско-израильском фронте в страну прибывали высокопоставленные советские военные делегации на уровне Министерства обороны СССР и командования видами вооружённых сил и родов войск с целью сбора и анализа боевого опыта, получения информации об особенностях эксплуатации советской боевой техники в местных условиях, а также для работы над ошибками. Тем не менее, этот колоссальный пласт опыта ведения военных действий в специфических ближневосточных условиях по-прежнему оставался засекреченным и должным образом не проанализированным. По мере рассекречивания разного рода служебной документации этот опыт анализировался и систематизировался:1-2.